# 인천광역시

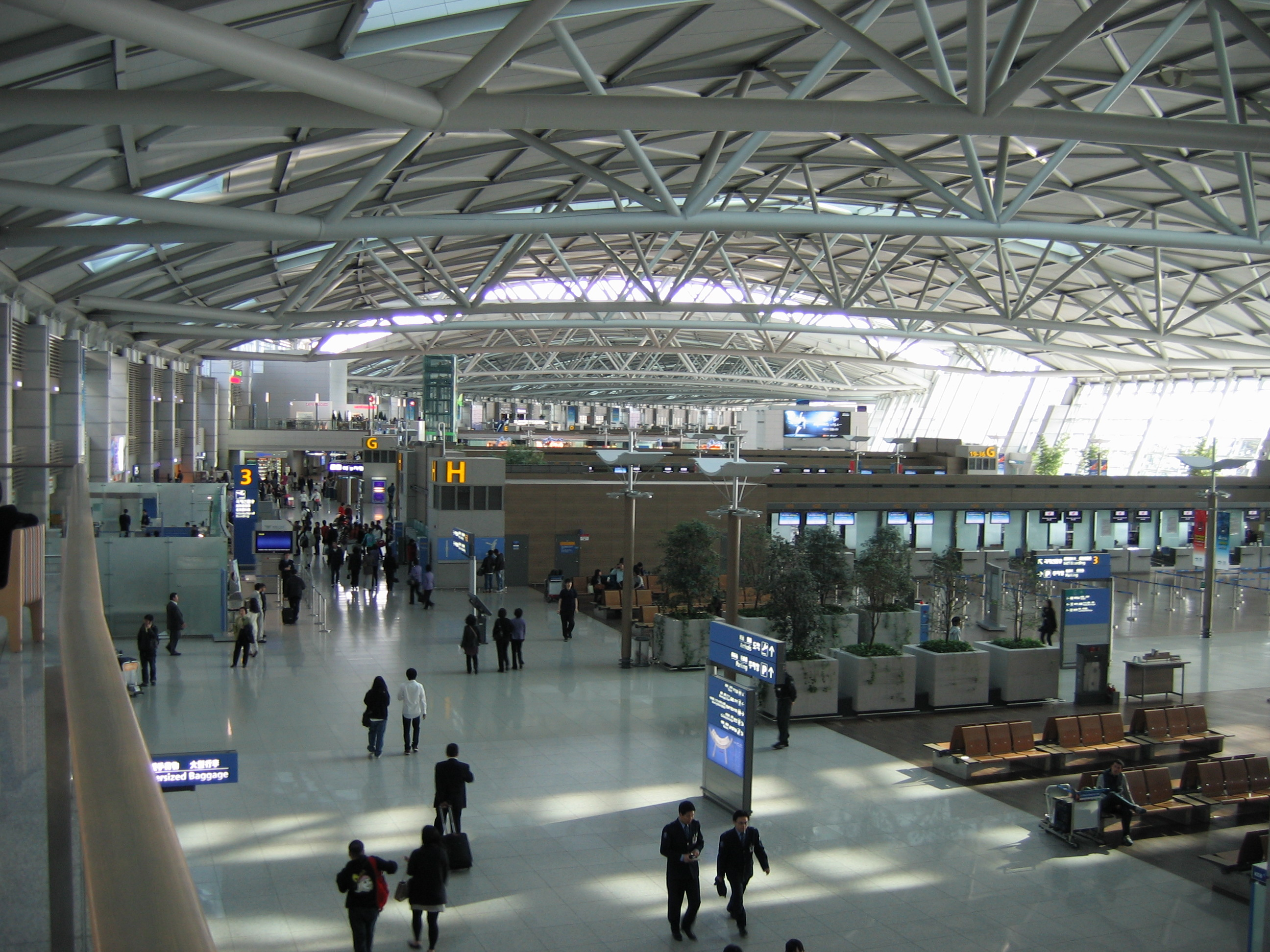
인천국제공항 내부

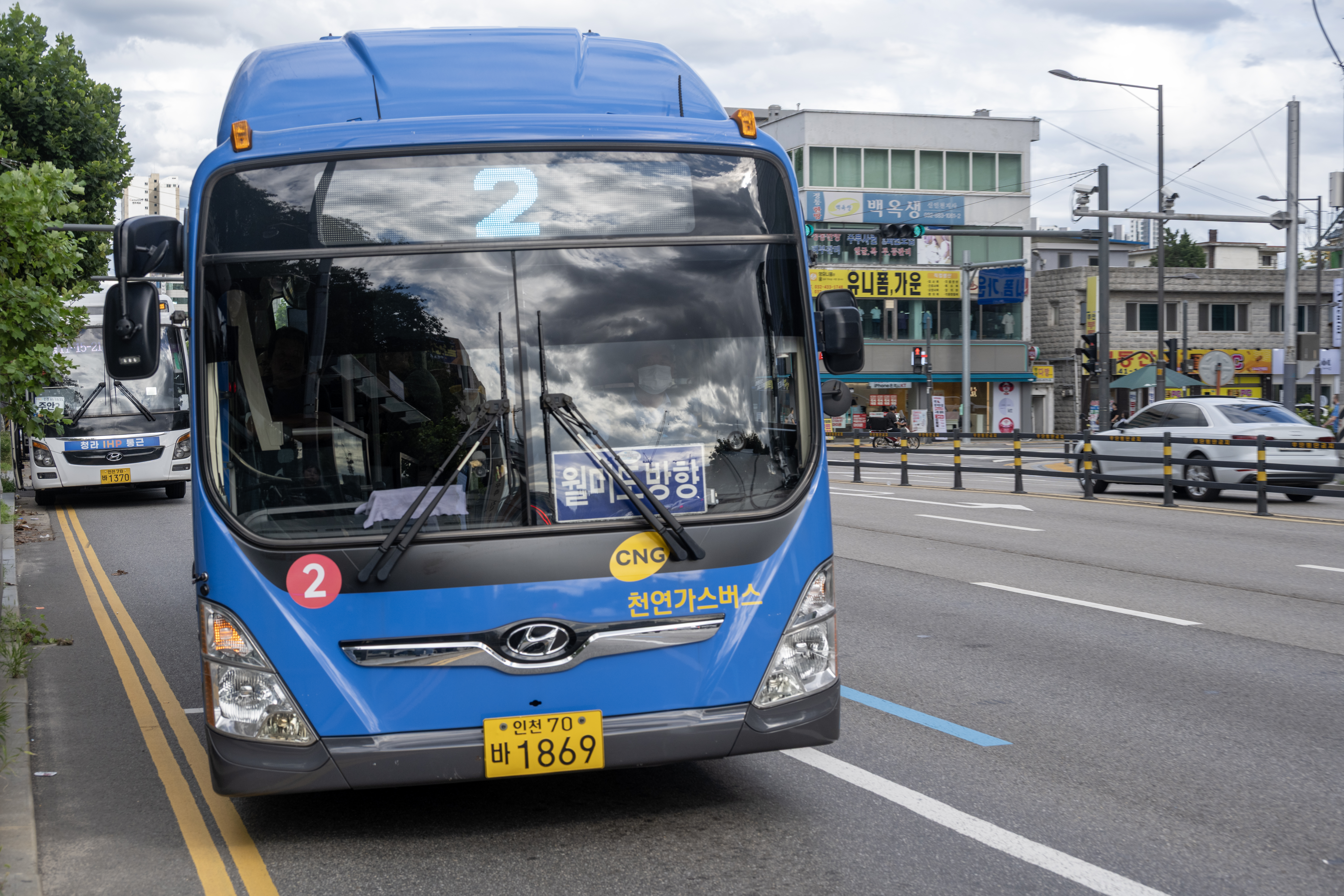
인천 2번 버스

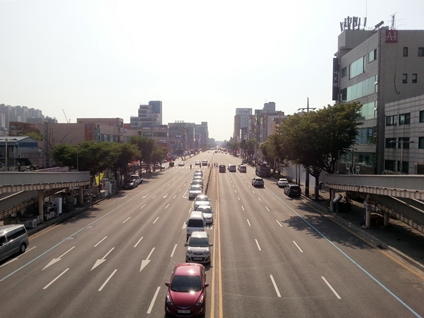
인주대로 전경

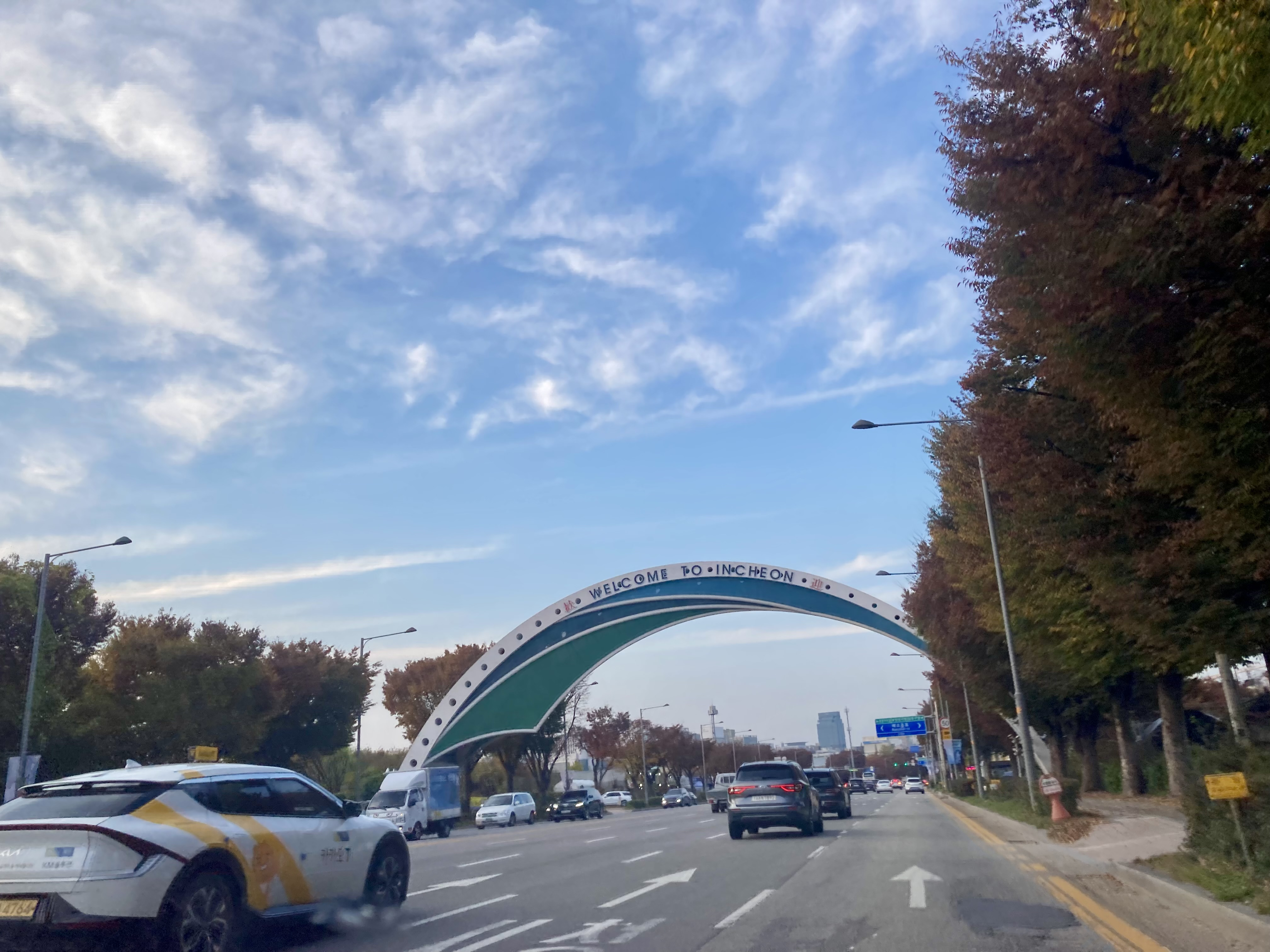
Welcome To InCheon 조형물

인천광역시(仁川廣域市, 영어: Incheon Metropolitan City)는 대한민국 중서부에 있는 광역시이다. 서쪽으로 서해, 동쪽으로 서울특별시 강서구, 경기도 부천시, 남동쪽으로 시흥시, 북쪽으로 김포시와 접한다.
인천항과 인천국제공항을 중심으로 제조업과 물류와 산업이 발달하였다. 시청 소재지는 남동구 구월동이고, 행정 구역은 8구 2군이다. 2003년 인천광역시경제자유구역청이 개청되어 송도 · 청라 · 영종 지구를 관할한다.
대전광역시와 비슷한 시기에 비슷한 인구로 광역시로 승격되었지만 인구가 계속 증가하고 계속 비약적으로 발전해, 현재는 대구광역시의 인구를 추월해 서울과 부산에 이어 인구순으로는 대한민국 3위의 도시가 되었다.

## 역사
인천에 사람이 거주한 시기는 문학산, 계양산 등에서 발견된 각종 석기류들로 미루어 신석기 시대인 것으로 추정되며, 학익, 주안, 문학 등에 분포된 고인돌은 청동기에 부족세력이 거주하였음을 증명하고 있다.

### 삼국시대
인천은 원삼국시대에 미추홀(彌鄒忽)로 불렸으며 비류 십제의 도읍지이기도 하였다. 미추홀이란 이름은 물가에 있는 지역을 뜻하는 뭇골, 또는 거친 들판이 있는 지역을 뜻하는 맷골의 음차라는 해석이 있다. 십제의 온조가 위례성(慰禮城)에 도읍을 정한 이후 백제의 영토였으나, 475년 고구려 장수왕이 백제를 공격하면서 남하하여 한강 유역을 점령하고 이 일대에 매소홀현(買召忽縣)을 설치하였다. 6세기 중반 신라의 진흥왕이 점령하여 신라에 편입되어, 10세기까지 약 400년간 신라의 영토로 활약했다. 삼국통일 이후인 757년(신라 경덕왕 16년)에 소성현(邵城縣)으로 개칭됐다.

### 고려시대
소성현은 고려 때에는 수주(樹州)에 속했다가 1105년(숙종 10년), 문종의 왕비이자 순종, 선종, 숙종, 대각국사 의천을 비롯한 10명의 왕자와 2명의 공주를 생산한 인예태후 이씨(仁睿太后 李氏)의 외향이라 하여 경사의 근원지를 뜻하는 경원군(慶源郡)으로 승격하였다. 이후 17대 국왕 인종(仁宗) 역시 어머니 문경태후 이씨의 친정이라 하여 인주(仁州)로 재승격시켰으며, 1390년(공양왕 2년), 칠대어향(七代御鄕)으로 경원부(慶源府)로 개칭되었는데, 문종조에서 인종조까지 7대에 이르는 동안 인주이씨 집안에서 다섯 왕비(인예왕후, 인경현비, 인절현비, 사숙왕후, 순덕왕후)가 나왔고, 다섯 임금(순종, 선종, 헌종, 숙종, 인종)이 인주이씨 왕비의 소생이었기 때문이다.
13세기에 이르러 몽골제국이 고려를 침입하자, 1232년(고려 고종 19년) 고려 정부는 수도를 개경에서 강화도로 천도하여 항쟁하였다. 이 시기 고려는 강화도에서 부처의 힘으로 국가적 혼란을 극복하겠다는 마음으로 팔만대장경을 편찬하였다. 강화는 강도(江都)로 불리며 1270년(고려 원종 11년) 개경으로 환도할 때까지 38년간 고려의 수도 역할을 하였다. 개경 환도 이후 발생한 삼별초의 난 시기에는 삼별초가 안남도호부를 공격하여 큰 타격을 주기도 하였다. 이 시기에 강화도에 강화 고려궁지이 세워지자 많은 변화가 있게 되었는데, 왕궁과 성곽이 들어서고 인구가 늘어나면서 농지 확보를 위해 본격적으로 간척 사업이 이루어졌다. 이후 강화도의 면적은 크게 확장되었으며 본래 두 개의 섬이었던 강화도는 하나의 섬이 되었다.

### 조선시대
1392년(조선 태조 1년) 인주로 격하된 후, 1413년(태종 13년) 주(州)자를 가지는 도호부 이하의 군·현 명을 산(山), 천(川) 두 글자 중 하나로 개정토록 함으로, "인천(仁川)"이라는 이름이 생겼고, 이 날(1413년 10월 15일)에서 유래하여 매년 10월 15일을 '인천 시민의 날'로 지정하여 기념하고 있다.
1460년(세조 6년) 세종비 소헌왕후 심씨(昭憲王后 沈氏)의 외향이라 하여 인천 도호부로 승격되어 조선말까지 이어졌다.
1875년 운요호 사건이 발생하고 이듬해 강화도 조약이 체결되면서 조약 내용에 의해 부산, 원산과 함께 개항이 결정되었으며, 1883년(고종 20년) 제물포 개항으로 제물포에 인천감리서가 설치되면서 사실상의 읍치가 관교동에서 제물포로 이전하였다.
1895년(고종 32년) 갑오개혁의 지방관제 개편으로 전국을 23부로 개편하여 인천부(仁川府)가 되었다. 1896년(건양 원년) 다시 경기도 인천부가 되었다. 지금의 학익동, 문학동, 관교동, 선학동 일대를 포괄하던 인천부 부내면은 1906년 인천부 구읍면으로 개칭되었고, 부내면의 이름은 당시 다소면의 일부였던 개항장(현재의 인천광역시 중구)으로 넘어갔다.

### 행정구역의 변천
- 1896년: 인천부가 설치되었다.
- 1899년 9월 18일: 한반도 최초의 철도인 경인선 철도가 인천에서부터 개통되었다.
- 1906년: 다소면의 일부였던 개항장 일대가 부내면으로, 관교동 일대를 비롯한 종래의 부내면이 '구읍면'으로 각각 개칭되었고, 이포면이 남양군으로 이관되었다.
- 1910년 10월 1일: 일제는 대한제국에 대한 1910년 8월 29일의 강제합병에 따른 인천부의 새 관할구역을 종래의 인천부 일원으로 유지한다는 총독부령을 발표했다.[3]
- 1914년 4월 1일: 인천부를 분할하여, 항구 주변의 도심지만을 인천부로 지정하고, 인천부의 나머지 면과 부평군을 부천군으로 개편하였다.[4]
- 1936년 10월 1일: 부천군 다주면(도화리 일원, 장의리 일원, 용정리 일원, 사충리 일원, 간석리 일부)과 문학면 일부(옥련리 일원, 학익리 일원, 관교리 일부, 승기리 일부)를 인천부에 재편입하였다. 이때 간석리, 관교리, 승기리 각 일부는 주안정으로 편입되어 현재에도 주안동의 일부를 구성한다.
- 1940년 4월 1일: 부천군 문학면, 남동면, 부내면, 서곶면을 인천부에 (재)편입하였다.[5]
- 1945년 10월 10일: 인천부를 제물포시로 개칭하였다.
- 1945년 10월 27일: 제물포시를 인천부로 환원하였다.
- 1946년 1월 1일: 일본식 정(町)명을 개정하였다.[6]
- 1949년 8월 15일: 인천부를 인천시로 개칭하였다.[7]
- 1950년 7월 4일: 한국전쟁 발발 9일 뒤 북한군에게 점령당했다.
- 1950년 9월 15일: 인천상륙작전으로 수복하였다.
- 1963년 1월 1일: 부천군 영종면 운남리 작약도가 인천시로 편입되었다.[8]
- 1968년 1월 1일: 중구, 동구, 남구, 북구를 설치하였다.[9]
- 1981년 7월 1일: 경기도 인천시 일원을 관할로 인천직할시가 설치되었다.[10]
- 1988년 1월 1일: 북구에서 서구를, 남구에서 남동구를 각각 분리·설치하였다.[11]
- 1989년 1월 1일: 경기도 김포군 계양면이 북구에, 경기도 옹진군 영종면과 용유면이 중구에 각각 편입되었다.[12]
- 1995년 1월 1일: 인천광역시로 개칭하였다.[13]
- 1995년 3월 1일: 인천광역시에 경기도 옹진군, 강화군과 김포군 검단면(서구로 편입)이 편입되었고, 북구를 부평구와 계양구로, 남구에서 연수구를 각각 분리·설치하였다.[14]
- 2018년 7월 1일: 남구의 명칭을 미추홀구로 변경하였다.
- 2024년 1월: 인천광역시의 주민등록인구가 300만명을 돌파하였다.
- 2026년 7월 1일: 인천광역시 중구, 동구가 폐지되고 제물포구, 영종구, 검단구가 신설될 예정이다.

## 인천이 최초인 것들

### 철도
한국 최초의 철도는 경인선이다. 1899년 9월 18일 인천역에서 노량진역까지 33㎞의 구간이 개통되었다. 당시 개통된 역은 인천 - 축현 - 우각동 - 부평 - 소사 - 오류동 - 노량진의 7개 역이었다. 1900년 7월 5일 한강철교가 개통되었고 7월 7일 서울역까지 연결되어 서울-인천간 철도 교통이 완성되었다. 경인선은 개통초기 하루 2회 왕복하였으나 전 구간이 개통되면서 하루 5회 왕복 운행되었다.

### 통신
한국 최초의 근대적 통신인 전신은 인천의 제물포에 처음 도입되었는데, 청나라가 조계지와 본국간의 연락을 위해 전신을 설치하였다. 한편, 한반도에 전화가 처음 들어온 것은 청나라에 파견된 유학생 상운이 1882년 3월 제물포항으로 귀국하면서 가져온 것이 시초이나, 실제 통화를 위해 개설된 것은 1898년 무렵으로 보인다. 가장 오래된 통화 기록은 1898년 1월 28일 인천 감리가 외아문(外衙門)에 “오후 3시에 영국 범선 3척이 입항할 것”이라고 보고한 것이다. 일반인이 전화를 사용하기 시작한 것은 1902년으로 일본이 서울-인천 간 전화를 불법으로 가설하려하자 조선이 서둘러 사업을 시작하였다.

### 요리
인천에서 시작된 대표적인 요리로는 짜장면과 짬뽕, 쫄면 등의 면식류를 들 수 있다. 화교들에 의해 전해진 짜장면은 중국 요리 작장면에서 지금의 달짝지근하고 짭짤한 장에 비벼 먹는 면 요리로 발전하였으며, 짬뽕은 일본 나가사키에 정착한 화교들에 의해 들어와 점점 우리 입맛에 맞게 변하며 매콤하고 시원한 국물을 가진 짬뽕으로 발전했다. 쫄면은 1970년 중구의 광신제면이라는 제면 업체에서 만들어진 것으로 전해진다.

### 청소년 할인
2003년 6월 18일 대한민국 최초로 학생할인을 청소년 할인으로 처음 시행하였으며 인천광역시를 기점으로 전국에서 점점 학생할인에서 청소년할인으로 바꾸게 하는 기폭제 역할을 하였고 덕분에 학생/비학생 구분없이 대한민국 청소년들이 모든 혜택을 누리고 할 수 있도록 하는 시발점 역할을 하였다. 다만 아쉬운 것이 있다면 대중교통을 특정으로 한 것이 아쉽지만 이 시작으로 인해서 지금의 모든 청소년들이 혜택을 받고 누리고 있다는 점에서 그 시발점을 인천광역시에서 시작했다는 것을 알아야 할 것이다.

## 지리
서쪽으로 황해와 마주하고 있으며, 해안 매립지가 널리 분포되어 있다. 잔구형산맥이 해안까지 발달해 있고, 시가지를 중심으로 300m 내외의 잔구들이 연속적으로 펼쳐진 반도형 지괴가 시가지를 이루고 있다. 부평구는 원적산, 광학산(201m), 거마산(205m)을 경계로 인천 도심과 시가지가 분리되고, 연수구는 문학산(213m)을 경계로 인천 도심과 시가지가 구분되며, 계양구는 계양산(395m), 천마산(285m)을 경계로 인천 도심과 별개의 시가지를 형성하고 있다. 계양구와 부평구는 이처럼 구분되어 있어서 북인천이라고 통칭한다. 서구도 마찬가지로 동으로는 계양산 등의 산맥이 있고 남쪽의 동인천 지역으로는 2016년 인천 도시철도 2호선이 개통되기 전까지 가좌동 지역을 제외하면 왕래하는데 시간이 많이 소요되어 서인천이라고 부른다. 동구와 중구(영종도 제외)는 원도심으로, 동인천역을 중심으로 시가지가 형성되어서 동인천이라고 부르며, 나머지 미추홀구, 남동구, 연수구는 남인천이라고 부르나 상기한 산맥의 존재로 서, 북, 동인천에 비해 그리 잘 불리지는 않는다. 강화군은 행정구역상 인천에 속하지만, 강화대교가 연결된 동쪽의 김포시와 밀접한 생활권을 형성하고 있다.
방위를 기준으로 육지의 경우, 북으로 경기도 김포시, 동으로 서울특별시 강서구, 부천시 전역, 동남쪽으로 시흥시와 접하고 있다. 해상은 남쪽으로 충청남도 당진시, 서산시, 태안군과 접하고 있으며, 북한과는 북방한계선을 사이에 두고 황해남도 룡연군, 옹진군(황해남도), 강령군, 청단군, 연안군, 배천군 및 개성시 개풍구역과 맞닿아 있다. 해수 권역이 광역시 중 가장 넓다.

### 면적
인천은 1981년 직할시 승격 당시 면적은 201.21km2였다. 1989년 경기도 김포군 계양면(30.9km2)과 옹진군 영종면ㆍ용유면(72.0km2) 편입으로 면적이 310.83km2가 되었다. 1995년 강화군(401.3km2), 옹진군(163.6km2), 김포군 검단면(42.2km2)의 통합으로 면적이 955km2가 되었다. 이후에는 공유수면 매립 등으로 면적이 넓어져 2022년 1월 31일 기준으로 1,066.46 km2에 이르고 있다.
인천광역시의 전체 1,066.46km2 중에 강화군이 411.42km2, 옹진군이 172.94km2고, 중구의 섬지역이 125.82 km2(영종도, 무의도 등)를 차지해, 인천의 전체 면적 중 인천 본토는 356.27km2, 섬 지역은 710.19 km2로, 섬 지역이 육지 지역의 약 2배다.

### 지질

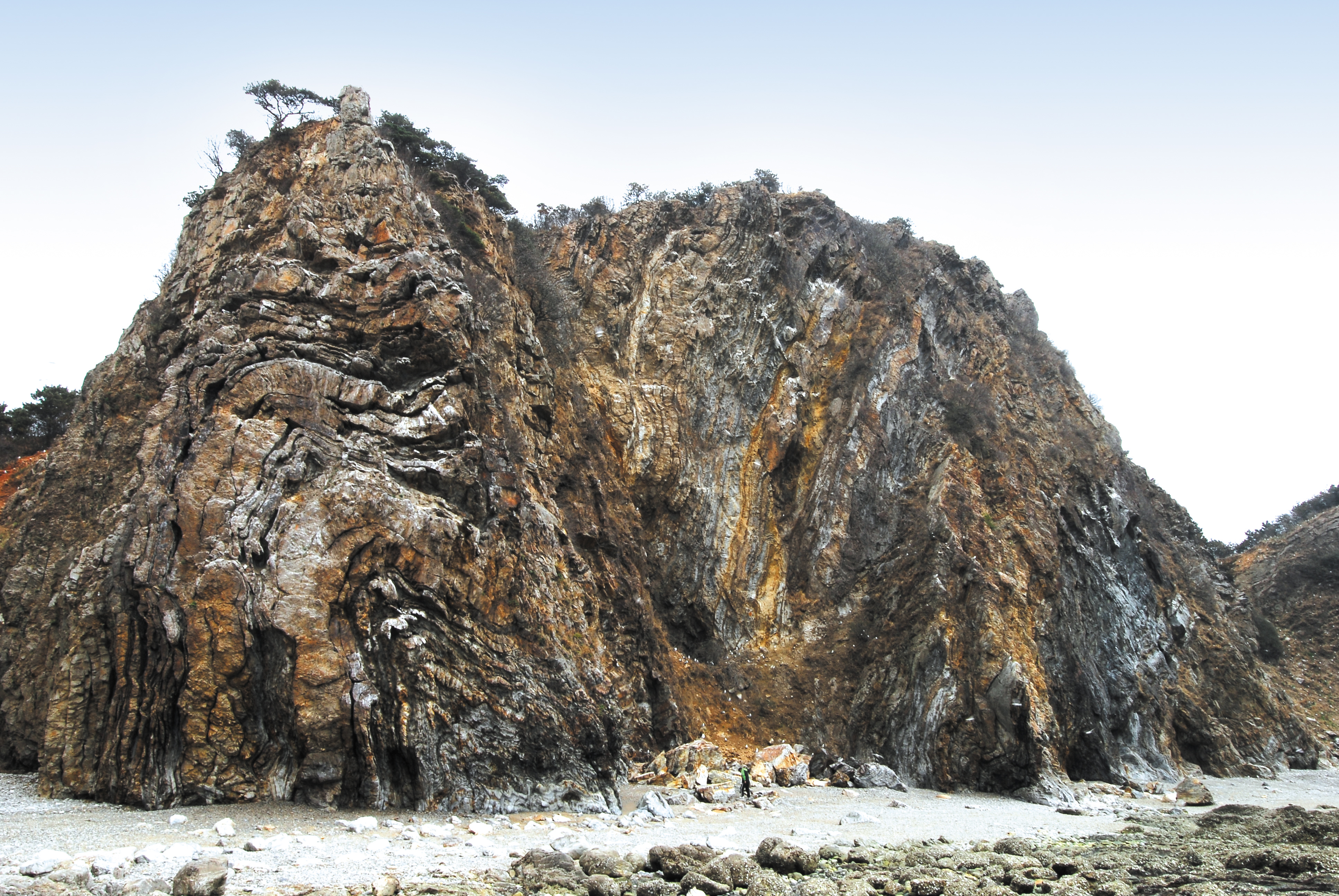
선캄브리아기 중원생대 스테노스기~신원생대 토노스기의 퇴적암 지층 백령층군 남포리층으로 구성된 옹진 백령도 남포리 습곡구조

### 기후
인천은 냉대 동계 소우 기후(쾨펜의 기후 구분 Dwa)에 속하며, 구분에 따라서는 습윤 대륙성 기후로 분류하기도 한다.
서해 5도와 같이 온대 하우 기후(Cwa)에 속하는 곳도 있다. 해안도시이지만 낮은 수심의 경기만 깊숙이 위치해 있어 기온과 강수량은 내륙 지방과 비슷하다. 7~8월에 기온이 가장 높고 강수량이 높다. 인천은 북서풍의 영향을 받아, 같은 위도 상에 있는 동해 연안의 도시보다 겨울철 기온이 낮다. 강수량은 한국 중부의 타 지역에 비해 적은 편이다. 옹진 섬 지역은 인천 육지보다 바다의 영향으로 따뜻한 편이다. 그리고 강수량은 대한민국에서 매우 적은 지역에 속하고 있는 것으로 보이기 때문이기도 하다.
| 인천기상대 (인천광역시 중구 전동, 해발 68.99m)의 기후   | 인천기상대 (인천광역시 중구 전동, 해발 68.99m)의 기후 | 인천기상대 (인천광역시 중구 전동, 해발 68.99m)의 기후 | 인천기상대 (인천광역시 중구 전동, 해발 68.99m)의 기후 | 인천기상대 (인천광역시 중구 전동, 해발 68.99m)의 기후 | 인천기상대 (인천광역시 중구 전동, 해발 68.99m)의 기후 | 인천기상대 (인천광역시 중구 전동, 해발 68.99m)의 기후 | 인천기상대 (인천광역시 중구 전동, 해발 68.99m)의 기후 | 인천기상대 (인천광역시 중구 전동, 해발 68.99m)의 기후 | 인천기상대 (인천광역시 중구 전동, 해발 68.99m)의 기후 | 인천기상대 (인천광역시 중구 전동, 해발 68.99m)의 기후 | 인천기상대 (인천광역시 중구 전동, 해발 68.99m)의 기후 | 인천기상대 (인천광역시 중구 전동, 해발 68.99m)의 기후 | 인천기상대 (인천광역시 중구 전동, 해발 68.99m)의 기후 |
| 월                                                      | 1월                                                   | 2월                                                   | 3월                                                   | 4월                                                   | 5월                                                   | 6월                                                   | 7월                                                   | 8월                                                   | 9월                                                   | 10월                                                  | 11월                                                  | 12월                                                  | 연간                                                  |
| ------------------------------------------------------- | ----------------------------------------------------- | ----------------------------------------------------- | ----------------------------------------------------- | ----------------------------------------------------- | ----------------------------------------------------- | ----------------------------------------------------- | ----------------------------------------------------- | ----------------------------------------------------- | ----------------------------------------------------- | ----------------------------------------------------- | ----------------------------------------------------- | ----------------------------------------------------- | ----------------------------------------------------- |
| 역대 최고 기온 °C (°F)                                  | 15.8 (60.4)                                           | 18.2 (64.8)                                           | 21.9 (71.4)                                           | 32.7 (90.9)                                           | 31.2 (88.2)                                           | 33.8 (92.8)                                           | 38.9 (102.0)                                          | 38.9 (102.0)                                          | 34.4 (93.9)                                           | 28.6 (83.5)                                           | 26.2 (79.2)                                           | 17.5 (63.5)                                           | 38.9 (102.0)                                          |
| 일평균 최고 기온 °C (°F)                                | 2.2 (36.0)                                            | 4.8 (40.6)                                            | 10.1 (50.2)                                           | 16.2 (61.2)                                           | 21.6 (70.9)                                           | 25.6 (78.1)                                           | 27.8 (82.0)                                           | 29.2 (84.6)                                           | 25.8 (78.4)                                           | 19.9 (67.8)                                           | 12.0 (53.6)                                           | 4.5 (40.1)                                            | 16.6 (61.9)                                           |
| 일일 평균 기온 °C (°F)                                  | −1.5 (29.3)                                           | 0.7 (33.3)                                            | 5.6 (42.1)                                            | 11.5 (52.7)                                           | 16.8 (62.2)                                           | 21.3 (70.3)                                           | 24.4 (75.9)                                           | 25.6 (78.1)                                           | 21.5 (70.7)                                           | 15.3 (59.5)                                           | 7.9 (46.2)                                            | 0.7 (33.3)                                            | 12.5 (54.5)                                           |
| 일평균 최저 기온 °C (°F)                                | −4.8 (23.4)                                           | −2.8 (27.0)                                           | 2.1 (35.8)                                            | 7.9 (46.2)                                            | 13.1 (55.6)                                           | 18.0 (64.4)                                           | 21.8 (71.2)                                           | 22.9 (73.2)                                           | 18.1 (64.6)                                           | 11.4 (52.5)                                           | 4.3 (39.7)                                            | −2.7 (27.1)                                           | 9.1 (48.4)                                            |
| 역대 최저 기온 °C (°F)                                  | −21.0 (−5.8)                                          | −18.4 (−1.1)                                          | −13.8 (7.2)                                           | −3.6 (25.5)                                           | 3.4 (38.1)                                            | 8.7 (47.7)                                            | 12.8 (55.0)                                           | 14.4 (57.9)                                           | 5.3 (41.5)                                            | −3.2 (26.2)                                           | −12.0 (10.4)                                          | −18.6 (−1.5)                                          | −21.0 (−5.8)                                          |
| 평균 강수량 mm (인치)                                   | 15.9 (0.63)                                           | 25.1 (0.99)                                           | 33.8 (1.33)                                           | 63.5 (2.50)                                           | 96.3 (3.79)                                           | 106.0 (4.17)                                          | 337.7 (13.30)                                         | 274.6 (10.81)                                         | 130.3 (5.13)                                          | 51.1 (2.01)                                           | 50.8 (2.00)                                           | 22.3 (0.88)                                           | 1,207.4 (47.54)                                       |
| 평균 강수일수 (≥ 0.1 mm)                                | 5.9                                                   | 5.2                                                   | 5.9                                                   | 7.9                                                   | 8.4                                                   | 9.5                                                   | 15.0                                                  | 12.4                                                  | 8.1                                                   | 6.0                                                   | 8.6                                                   | 7.7                                                   | 100.6                                                 |
| 평균 강설일수                                           | 7.1                                                   | 4.4                                                   | 2.0                                                   | 0.2                                                   | 0.0                                                   | 0.0                                                   | 0.0                                                   | 0.0                                                   | 0.0                                                   | 0.0                                                   | 1.8                                                   | 6.6                                                   | 22.1                                                  |
| 평균 상대 습도 (%)                                      | 61.1                                                  | 61.2                                                  | 63.4                                                  | 64.5                                                  | 69.8                                                  | 75.9                                                  | 83.8                                                  | 80.1                                                  | 72.9                                                  | 66.7                                                  | 64.3                                                  | 61.8                                                  | 68.8                                                  |
| 평균 월간 일조시간                                      | 186.6                                                 | 188.5                                                 | 215.3                                                 | 220.0                                                 | 239.5                                                 | 212.5                                                 | 159.7                                                 | 189.8                                                 | 200.4                                                 | 219.1                                                 | 170.2                                                 | 176.7                                                 | 2,378.3                                               |
| 출처: 기상청 (평년값: 1991년~2020년, 극값: 1904년~현재) |                                                       |                                                       |                                                       |                                                       |                                                       |                                                       |                                                       |                                                       |                                                       |                                                       |                                                       |                                                       |                                                       |

| 강화기상관측소 (인천광역시 강화군 불은면 삼성리, 해발 47.84m)의 기후 | 강화기상관측소 (인천광역시 강화군 불은면 삼성리, 해발 47.84m)의 기후 | 강화기상관측소 (인천광역시 강화군 불은면 삼성리, 해발 47.84m)의 기후 | 강화기상관측소 (인천광역시 강화군 불은면 삼성리, 해발 47.84m)의 기후 | 강화기상관측소 (인천광역시 강화군 불은면 삼성리, 해발 47.84m)의 기후 | 강화기상관측소 (인천광역시 강화군 불은면 삼성리, 해발 47.84m)의 기후 | 강화기상관측소 (인천광역시 강화군 불은면 삼성리, 해발 47.84m)의 기후 | 강화기상관측소 (인천광역시 강화군 불은면 삼성리, 해발 47.84m)의 기후 | 강화기상관측소 (인천광역시 강화군 불은면 삼성리, 해발 47.84m)의 기후 | 강화기상관측소 (인천광역시 강화군 불은면 삼성리, 해발 47.84m)의 기후 | 강화기상관측소 (인천광역시 강화군 불은면 삼성리, 해발 47.84m)의 기후 | 강화기상관측소 (인천광역시 강화군 불은면 삼성리, 해발 47.84m)의 기후 | 강화기상관측소 (인천광역시 강화군 불은면 삼성리, 해발 47.84m)의 기후 | 강화기상관측소 (인천광역시 강화군 불은면 삼성리, 해발 47.84m)의 기후 |
| 월                                                                   | 1월                                                                  | 2월                                                                  | 3월                                                                  | 4월                                                                  | 5월                                                                  | 6월                                                                  | 7월                                                                  | 8월                                                                  | 9월                                                                  | 10월                                                                 | 11월                                                                 | 12월                                                                 | 연간                                                                 |
| -------------------------------------------------------------------- | -------------------------------------------------------------------- | -------------------------------------------------------------------- | -------------------------------------------------------------------- | -------------------------------------------------------------------- | -------------------------------------------------------------------- | -------------------------------------------------------------------- | -------------------------------------------------------------------- | -------------------------------------------------------------------- | -------------------------------------------------------------------- | -------------------------------------------------------------------- | -------------------------------------------------------------------- | -------------------------------------------------------------------- | -------------------------------------------------------------------- |
| 역대 최고 기온 °C (°F)                                               | 12.6 (54.7)                                                          | 17.4 (63.3)                                                          | 22.3 (72.1)                                                          | 29.2 (84.6)                                                          | 31.0 (87.8)                                                          | 33.2 (91.8)                                                          | 35.5 (95.9)                                                          | 35.8 (96.4)                                                          | 33.3 (91.9)                                                          | 28.3 (82.9)                                                          | 23.8 (74.8)                                                          | 16.0 (60.8)                                                          | 35.8 (96.4)                                                          |
| 일평균 최고 기온 °C (°F)                                             | 1.7 (35.1)                                                           | 4.5 (40.1)                                                           | 9.8 (49.6)                                                           | 16.2 (61.2)                                                          | 21.4 (70.5)                                                          | 25.4 (77.7)                                                          | 27.6 (81.7)                                                          | 29.0 (84.2)                                                          | 25.5 (77.9)                                                          | 19.5 (67.1)                                                          | 11.5 (52.7)                                                          | 3.9 (39.0)                                                           | 16.3 (61.3)                                                          |
| 일일 평균 기온 °C (°F)                                               | −3.2 (26.2)                                                          | −0.7 (30.7)                                                          | 4.6 (40.3)                                                           | 10.7 (51.3)                                                          | 16.0 (60.8)                                                          | 20.5 (68.9)                                                          | 23.7 (74.7)                                                          | 24.7 (76.5)                                                          | 20.2 (68.4)                                                          | 13.7 (56.7)                                                          | 6.3 (43.3)                                                           | −0.9 (30.4)                                                          | 11.3 (52.3)                                                          |
| 일평균 최저 기온 °C (°F)                                             | −8.1 (17.4)                                                          | −5.8 (21.6)                                                          | −0.6 (30.9)                                                          | 5.3 (41.5)                                                           | 11.0 (51.8)                                                          | 16.3 (61.3)                                                          | 20.6 (69.1)                                                          | 21.2 (70.2)                                                          | 15.6 (60.1)                                                          | 8.1 (46.6)                                                           | 1.2 (34.2)                                                           | −5.7 (21.7)                                                          | 6.6 (43.9)                                                           |
| 역대 최저 기온 °C (°F)                                               | −22.5 (−8.5)                                                         | −19.4 (−2.9)                                                         | −11.3 (11.7)                                                         | −4.4 (24.1)                                                          | 1.6 (34.9)                                                           | 6.9 (44.4)                                                           | 12.7 (54.9)                                                          | 12.5 (54.5)                                                          | 3.0 (37.4)                                                           | −4.2 (24.4)                                                          | −12.0 (10.4)                                                         | −19.8 (−3.6)                                                         | −22.5 (−8.5)                                                         |
| 평균 강수량 mm (인치)                                                | 15.6 (0.61)                                                          | 22.5 (0.89)                                                          | 31.4 (1.24)                                                          | 64.9 (2.56)                                                          | 110.9 (4.37)                                                         | 110.0 (4.33)                                                         | 355.6 (14.00)                                                        | 300.4 (11.83)                                                        | 131.5 (5.18)                                                         | 55.8 (2.20)                                                          | 46.3 (1.82)                                                          | 21.3 (0.84)                                                          | 1,266.2 (49.85)                                                      |
| 평균 강수일수 (≥ 0.1 mm)                                             | 5.0                                                                  | 4.8                                                                  | 6.0                                                                  | 7.5                                                                  | 8.2                                                                  | 8.6                                                                  | 14.1                                                                 | 11.9                                                                 | 7.4                                                                  | 5.6                                                                  | 7.5                                                                  | 6.6                                                                  | 93.2                                                                 |
| 평균 상대 습도 (%)                                                   | 63.6                                                                 | 61.0                                                                 | 61.4                                                                 | 62.4                                                                 | 68.6                                                                 | 75.1                                                                 | 82.8                                                                 | 79.9                                                                 | 73.8                                                                 | 68.9                                                                 | 67.8                                                                 | 65.4                                                                 | 69.2                                                                 |
| 평균 월간 일조시간                                                   | 186.2                                                                | 186.5                                                                | 217.0                                                                | 221.7                                                                | 235.3                                                                | 208.5                                                                | 153.0                                                                | 184.9                                                                | 203.8                                                                | 214.3                                                                | 166.0                                                                | 171.8                                                                | 2,349                                                                |
| 출처: 기상청 (평년값: 1991년~2020년, 극값: 1972년~현재)              |                                                                      |                                                                      |                                                                      |                                                                      |                                                                      |                                                                      |                                                                      |                                                                      |                                                                      |                                                                      |                                                                      |                                                                      |                                                                      |

| 백령도기상관측소 (인천광역시 옹진군 백령면 진촌리, 해발 36m)의 기후 | 백령도기상관측소 (인천광역시 옹진군 백령면 진촌리, 해발 36m)의 기후 | 백령도기상관측소 (인천광역시 옹진군 백령면 진촌리, 해발 36m)의 기후 | 백령도기상관측소 (인천광역시 옹진군 백령면 진촌리, 해발 36m)의 기후 | 백령도기상관측소 (인천광역시 옹진군 백령면 진촌리, 해발 36m)의 기후 | 백령도기상관측소 (인천광역시 옹진군 백령면 진촌리, 해발 36m)의 기후 | 백령도기상관측소 (인천광역시 옹진군 백령면 진촌리, 해발 36m)의 기후 | 백령도기상관측소 (인천광역시 옹진군 백령면 진촌리, 해발 36m)의 기후 | 백령도기상관측소 (인천광역시 옹진군 백령면 진촌리, 해발 36m)의 기후 | 백령도기상관측소 (인천광역시 옹진군 백령면 진촌리, 해발 36m)의 기후 | 백령도기상관측소 (인천광역시 옹진군 백령면 진촌리, 해발 36m)의 기후 | 백령도기상관측소 (인천광역시 옹진군 백령면 진촌리, 해발 36m)의 기후 | 백령도기상관측소 (인천광역시 옹진군 백령면 진촌리, 해발 36m)의 기후 | 백령도기상관측소 (인천광역시 옹진군 백령면 진촌리, 해발 36m)의 기후 |
| 월                                                                  | 1월                                                                 | 2월                                                                 | 3월                                                                 | 4월                                                                 | 5월                                                                 | 6월                                                                 | 7월                                                                 | 8월                                                                 | 9월                                                                 | 10월                                                                | 11월                                                                | 12월                                                                | 연간                                                                |
| ------------------------------------------------------------------- | ------------------------------------------------------------------- | ------------------------------------------------------------------- | ------------------------------------------------------------------- | ------------------------------------------------------------------- | ------------------------------------------------------------------- | ------------------------------------------------------------------- | ------------------------------------------------------------------- | ------------------------------------------------------------------- | ------------------------------------------------------------------- | ------------------------------------------------------------------- | ------------------------------------------------------------------- | ------------------------------------------------------------------- | ------------------------------------------------------------------- |
| 역대 최고 기온 °C (°F)                                              | 9.4 (48.9)                                                          | 15.5 (59.9)                                                         | 17.3 (63.1)                                                         | 23.7 (74.7)                                                         | 28.1 (82.6)                                                         | 30.0 (86.0)                                                         | 33.5 (92.3)                                                         | 33.2 (91.8)                                                         | 29.9 (85.8)                                                         | 25.6 (78.1)                                                         | 20.3 (68.5)                                                         | 13.8 (56.8)                                                         | 33.5 (92.3)                                                         |
| 일평균 최고 기온 °C (°F)                                            | 1.2 (34.2)                                                          | 2.8 (37.0)                                                          | 7.1 (44.8)                                                          | 13.0 (55.4)                                                         | 18.7 (65.7)                                                         | 22.9 (73.2)                                                         | 25.4 (77.7)                                                         | 26.9 (80.4)                                                         | 23.5 (74.3)                                                         | 17.7 (63.9)                                                         | 10.6 (51.1)                                                         | 3.8 (38.8)                                                          | 14.5 (58.1)                                                         |
| 일일 평균 기온 °C (°F)                                              | −1.3 (29.7)                                                         | 0.0 (32.0)                                                          | 3.8 (38.8)                                                          | 9.1 (48.4)                                                          | 14.5 (58.1)                                                         | 19.0 (66.2)                                                         | 22.3 (72.1)                                                         | 23.8 (74.8)                                                         | 20.1 (68.2)                                                         | 14.7 (58.5)                                                         | 7.9 (46.2)                                                          | 1.2 (34.2)                                                          | 11.3 (52.3)                                                         |
| 일평균 최저 기온 °C (°F)                                            | −3.4 (25.9)                                                         | −2.2 (28.0)                                                         | 1.3 (34.3)                                                          | 6.0 (42.8)                                                          | 11.1 (52.0)                                                         | 16.1 (61.0)                                                         | 19.9 (67.8)                                                         | 21.5 (70.7)                                                         | 17.8 (64.0)                                                         | 12.3 (54.1)                                                         | 5.5 (41.9)                                                          | −1.1 (30.0)                                                         | 8.7 (47.7)                                                          |
| 역대 최저 기온 °C (°F)                                              | −17.4 (0.7)                                                         | −15.3 (4.5)                                                         | −7.7 (18.1)                                                         | 0.5 (32.9)                                                          | 5.0 (41.0)                                                          | 7.3 (45.1)                                                          | 13.0 (55.4)                                                         | 14.1 (57.4)                                                         | 10.7 (51.3)                                                         | 2.1 (35.8)                                                          | −3.9 (25.0)                                                         | −11.3 (11.7)                                                        | −17.4 (0.7)                                                         |
| 평균 강수량 mm (인치)                                               | 13.3 (0.52)                                                         | 17.4 (0.69)                                                         | 18.2 (0.72)                                                         | 47.5 (1.87)                                                         | 74.3 (2.93)                                                         | 72.0 (2.83)                                                         | 201.0 (7.91)                                                        | 158.5 (6.24)                                                        | 90.6 (3.57)                                                         | 31.0 (1.22)                                                         | 41.9 (1.65)                                                         | 21.6 (0.85)                                                         | 787.3 (31.00)                                                       |
| 평균 강수일수 (≥ 0.1 mm)                                            | 7.4                                                                 | 4.8                                                                 | 5.3                                                                 | 6.9                                                                 | 8.1                                                                 | 10.0                                                                | 13.9                                                                | 11.1                                                                | 6.7                                                                 | 5.0                                                                 | 8.5                                                                 | 9.9                                                                 | 97.6                                                                |
| 평균 강설일수                                                       | 11.0                                                                | 6.2                                                                 | 2.3                                                                 | 0.1                                                                 | 0.0                                                                 | 0.0                                                                 | 0.0                                                                 | 0.0                                                                 | 0.0                                                                 | 0.2                                                                 | 3.0                                                                 | 12.7                                                                | 35.5                                                                |
| 평균 상대 습도 (%)                                                  | 63.4                                                                | 63.0                                                                | 65.5                                                                | 65.7                                                                | 70.1                                                                | 80.2                                                                | 88.0                                                                | 83.7                                                                | 75.9                                                                | 67.8                                                                | 64.7                                                                | 63.8                                                                | 71.0                                                                |
| 평균 월간 일조시간                                                  | 139.9                                                               | 166.6                                                               | 216.9                                                               | 219.3                                                               | 239.6                                                               | 191.0                                                               | 136.7                                                               | 189.6                                                               | 212.4                                                               | 217.6                                                               | 146.7                                                               | 117.3                                                               | 2,193.6                                                             |
| 출처: 기상청 (평년값: 2001년~2020년, 극값: 2000년~현재)             |                                                                     |                                                                     |                                                                     |                                                                     |                                                                     |                                                                     |                                                                     |                                                                     |                                                                     |                                                                     |                                                                     |                                                                     |                                                                     |

### 대기
인천은 강한 편서풍 기류를 타는 몽골 사막지대의 황사 발생원에 가깝기 때문에 황사의 영향을 가장 먼저 받는다. 높은 산과 구릉들이 많이 분포하고 있는 내륙 도시들에 비해 황사의 영향을 직접적으로 받는다.

## 인구
인천은 본래 작은 포구와 농어촌 지역으로서 인구 규모가 크지 않았다. 조선 후기까지는 강화, 용유, 영흥 등 도서 지역과 내륙 농촌을 포함하여 수만 명 수준의 인구가 거주하였다.
1883년 인천항이 개항되면서 일본과 청국을 비롯한 외국인 거류지가 형성되었고, 항만 도시로서의 성격이 강화되었다. 이에 따라 상업·무역 인구가 증가하였으며, 1930년대에 이르러서는 약 10만 명 내외의 도시로 성장하였다. 일제 강점기 동안 항만 개발, 철도 개통(경인선), 공업 시설의 확충이 이루어지면서 인구는 꾸준히 증가하였다.
광복 직후 귀환민과 월남민의 대규모 유입으로 인구가 급격히 증가하였다. 특히 한국전쟁 발발 후 피난민이 몰려들면서 인천의 인구 구조는 크게 변화하였다. 이 시기에 형성된 피난민 정착지는 훗날 인천의 도시적 확장과 밀집 주거지 형성의 기초가 되었다.
1960년대 이후 인천은 수도 서울의 배후 공업 도시로서 급격한 성장을 이루었다. 인천항은 무역과 수출의 거점으로, 부평·남동·주안 등에는 대규모 공단이 조성되었다. 이에 따라 농촌에서 노동력이 대거 유입되었으며, 인구는 폭발적으로 증가하여 1960년대 50만 명대에서 1980년대 중반에는 200만 명을 돌파하였다.
1995년 인천은 직할시에서 광역시로 승격되었다. 송도, 청라, 영종 등 경제자유구역 개발과 인천국제공항 건설이 추진되면서 인천은 국제도시로서의 기반을 다졌다. 이 과정에서 인구는 꾸준히 증가하여 1990년대 말에는 약 250만 명에 달하였다.
2001년 인천국제공항 개항, 2003년 인천경제자유구역 지정은 대규모 인구 유입을 이끌었다. 송도 신도시, 청라·검단 신도시 개발이 본격화되면서 인천은 수도권의 대표적 주거·산업 중심지로 부상하였다. 이에 따라 2010년대 초반 인구는 290만 명을 상회하였으며, 한때 300만 명에 근접하였다.
2025년 현재 인천광역시의 인구는 약 290만 명 내외로 집계된다. 출산율 저하와 수도권 내 인구 이동으로 인해 증가세는 정체되었으나, 여전히 대한민국에서 세 번째로 인구가 많은 도시로서의 위상을 유지하고 있다. 특히 다문화 가정과 외국인 거주자의 비율이 높아져, 국제도시적 성격이 더욱 두드러지고 있다.
| 연도   | 인구 수     | 인구그래프 | 비고 |
| ------ | ----------- | ---------- | ---- |
| 1985년 | 1,384,916명 |            |      |
| 1990년 | 1,816,328명 |            |      |
| 1995년 | 2,304,176명 |            |      |
| 2000년 | 2,466,338명 |            |      |
| 2005년 | 2,517,680명 |            |      |
| 2010년 | 2,632,035명 |            |      |
| 2011년 | 2,801,274명 |            |      |
| 2012년 | 2,843,981명 |            |      |
| 2013년 | 2,879,782명 |            |      |
| 2014년 | 2,902,608명 |            |      |
| 2015년 | 2,925,815명 |            |      |
| 2016년 | 2,943,069명 |            |      |
| 2017년 | 2,948,542명 |            |      |
| 2018년 | 2,954,642명 |            |      |
| 2025년 | 3,031,631명 |            |      |

## 행정 구역
인천광역시의 행정 구역은 8구 2군으로 구성되어 있다. 하위 행정구역은 1읍 19면 135동이다. 면적은 1,067.04 km2이다. 2022년 12월말 주민등록 인구는 296만 7,314명, 132만 2,632가구다.

| 자치구 · 군 | 한자       | 면적 (km2) | 인구 (명) | 세대      |
| ----------- | ---------- | ---------- | --------- | --------- |
| 중구        | 中區       | 140.37     | 152,931   | 75,960    |
| 동구        | 東區       | 7.2        | 58,999    | 27,618    |
| 미추홀구    | 彌鄒忽區   | 24.84      | 406,004   | 194,841   |
| 연수구      | 延壽區     | 56.19      | 385,796   | 156,047   |
| 남동구      | 南洞區     | 57.45      | 506,181   | 226,763   |
| 부평구      | 富平區     | 32.0       | 489,118   | 217,924   |
| 계양구      | 桂陽區     | 45.57      | 288,856   | 127,201   |
| 서구        | 西區       | 119.05     | 589,013   | 248,741   |
| 강화군      | 江華郡     | 411.42     | 69,803    | 35,114    |
| 옹진군      | 甕津郡     | 172.95     | 20,613    | 12,423    |
| 인천광역시  | 仁川廣域市 | 1,067.04   | 2,967,314 | 1,322,632 |

## 경제자유구역
송도, 청라 및 영종의 세 구역으로 구분되며 인천국제공항과 항만을 포함하여 총 132.9 km2 규모가 지정되었다. 동북아시아의 물류, 비즈니스, 레저, 관광산업 중심지 개발을 목표로 하고 있다. 2003년 대한민국 정부에 의해 공식적으로 지정되었으며, 대한민국 내에서는 최초로 지정되었다.
수도권 주요 도시에서 1시간대, 중국과 일본을 가운데서 연결하여 2시간 이내에 접근가능하며, 배후시장으로 비행시간 3시간 이내의 지역에 147개의 인구 100만 명 이상의 도시들을 포함하여, 약 20억 명의 대규모 소비시장이 있다.

### 송도국제도시
송도국제도시는 연수구 송도동에 인천경제자유구역의 일원으로 연수구 송도동 인근의 간석지를 매립하여 건설되었으며, 2020년 완공을 목표로 하고 있다. 국제금융과 무역, 지식기반산업, 친환경적인 주거지역으로 특화되어 있으며 13,162 에이커의 면적에 252,000명의 인구를 수용할 계획이다. 센트럴파크, 동북아무역타워, 송도컨벤시아, G타워 등의 시설과 인천대학교, 연세대학교 국제캠퍼스, 한국뉴욕주립대학교, 겐트대학교 같은 대학들이 소재한 인천글로벌캠퍼스(IGC) 등의 교육기관이 위치해 있으며 2016년 7월 기준 인구는 10만 3천여 명이다.

### 영종지구
13,833 ha 면적의 영종지구는 2020년까지 친환경적인 공항신도시로 개발된다. 인천국제공항에서 근무하는 직원들과 방문객들, 물류업 종사자들에게 특화된 지역으로 계획되어 있다. 인천국제공항과 연계한 물류, 관광 산업에 최적화되어 있다. 모두 144,800명의 인구를 수용할 계획에 있으며 2016년 완성을 목표로 했다.

### 청라국제도시
서구 청라동에 위치한 청라국제도시는 신도시 형태의 거주지구를 포함하여 테마파크와 체육시설, 원예단지와 국제금융에 특화되어 있다. 국제업무와 레저의 중심지로 개발되고 있으며, 인천국제공항고속도로, 인천국제공항철도, 경인고속도로, 경인아라뱃길 등 영종과 서울을 잇는 주요 교통 축 상에 바다를 끼고 자리한 해안도시로서 탁월한 입지조건을 갖고있다. 2014년 제 17회 아시안게임 개막식이 열린 인천아시아드주경기장이 위치해 있다. 2016년 주민등록 인구가 10만 명을 돌파하였다.

## 정치

### 자치단체장
인천광역시의 시장, 교육감, 시의원은 지방선거에 의해 선출되는 선출직이며, 현재의 선출직 공무원들은 제8회 지방 선거에 의해 뽑힌 사람들이다. 현임 인천광역시장은 유정복, 교육감은 도성훈이다.

### 역대 시장
| 대수   | 이름   | 임기                           | 정당         | 시정구호                            |
| ------ | ------ | ------------------------------ | ------------ | ----------------------------------- |
| 제9대  | 최기선 | 1995년 7월 1일~1998년 6월 30일 | 민주자유당   |                                     |
| 제10대 | 최기선 | 1998년 7월 1일~2002년 6월 30일 | 자유민주연합 |                                     |
| 제11대 | 안상수 | 2002년 7월 1일~2006년 6월 30일 | 한나라당     |                                     |
| 제12대 | 안상수 | 2006년 7월 1일~2010년 6월 30일 | 한나라당     | 희망찬 인천건설                     |
| 제13대 | 송영길 | 2010년 7월 1일~2014년 6월 30일 | 민주당       | 대한민국의 심장, 경제수도 인천!     |
| 제14대 | 유정복 | 2014년 7월 1일~2018년 6월 30일 | 새누리당     | 인천의 꿈, 대한민국의 미래          |
| 제15대 | 박남춘 | 2018년 7월 1일~2022년 6월 30일 | 더불어민주당 | 살고 싶은 도시, 함께 만드는 인천    |
| 제16대 | 유정복 | 2022년 7월 1일~                | 국민의힘     | 시민이 행복한 세계 초일류도시, 인천 |

### 국회의원
제21대 국회 기준으로 더불어민주당 11명, 국민의힘 1명, 무소속 1명의 국회의원들이 있다.
| 이름   | 지역구             | 정당         |
| ------ | ------------------ | ------------ |
| 배준영 | 중구·강화군·옹진군 | 국민의힘     |
| 허종식 | 동구·미추홀구 갑   | 더불어민주당 |
| 윤상현 | 동구·미추홀구 을   | 무소속       |
| 박찬대 | 연수구 갑          | 더불어민주당 |

## 경제
통계청이 분석한 2018년 인천광역시의 1인당 지역내 총생산은 3,007만원으로 전국 17개의 광역 자치단체 중 12위인 것으로 나타났다. 반면 생산 지표에 비해 1인당 개인소득과 소비 지출은 각각 1,862만원과 1,601만원으로 크게 떨어지는 것으로 나타났다. 이는 인천의 총생산 수치에 비해 시민들에게 돌아가는 소득이 적고 동시에 소비 씀씀이가 위축되어 있다는 것으로 설명할 수 있다.
2019년 인천의 가구당 평균 소득 규모는 5,704만원으로 전국 평균 가구소득보다 낮은 수준으로 나타났다. 동시에 가구 당 평균 자산은 3억 5,159만원으로 전국 평균을 크게 밑돌았고, 가구 당 평균 부채 규모는 7,277만원으로 전국 평균 수준으로 나타났다.
인천의 1인당 지역내 총생산 및 시민의 소득에 큰 기여를 하고 있는 곳은 인천에 소재하고 있는 인천국제공항공사로 직원들의 1인당 평균 연봉이 8,600만원인 것으로 나타났다. 국토교통부 소속 공공기관 가운데 평균연봉이 7,000만원 이상인 기관은 총 8곳으로, 그 중 인천국제공항공사가 직원 1인당 평균연봉이 가장 높은 수치인 것이다.
인천의 생산구조에서는 서비스업이 59%로 가장 높은 비율로 분포하고 있는 것으로 나타났다. 또 제조․건설업에서 서비스업으로의 이동하는 양상을 보였다. 범국가적으로 건설업의 비중과 성장세가 저하되고 축소되는 양상을 보여주었는데 7대도시중 가장 높은 건설업 비율을 자랑하던 인천도 이에 자유롭지 못했다. 건설업의 비중이 2010년 8.9%에서 7.3%로 떨어졌으며 제조업 역시 29.4%에서 29.1%로 다소 둔화됐다. 반면 서비스업은 58.2%에서 59%로 소폭 상승하며 여전한 성장세를 굳혔다.
2014년 7월 송도국제도시에 동북아무역타워가 준공되었고, 인천경제자유구역청이 아트센터대로 175에 위치한 G타워로 이전하였다.

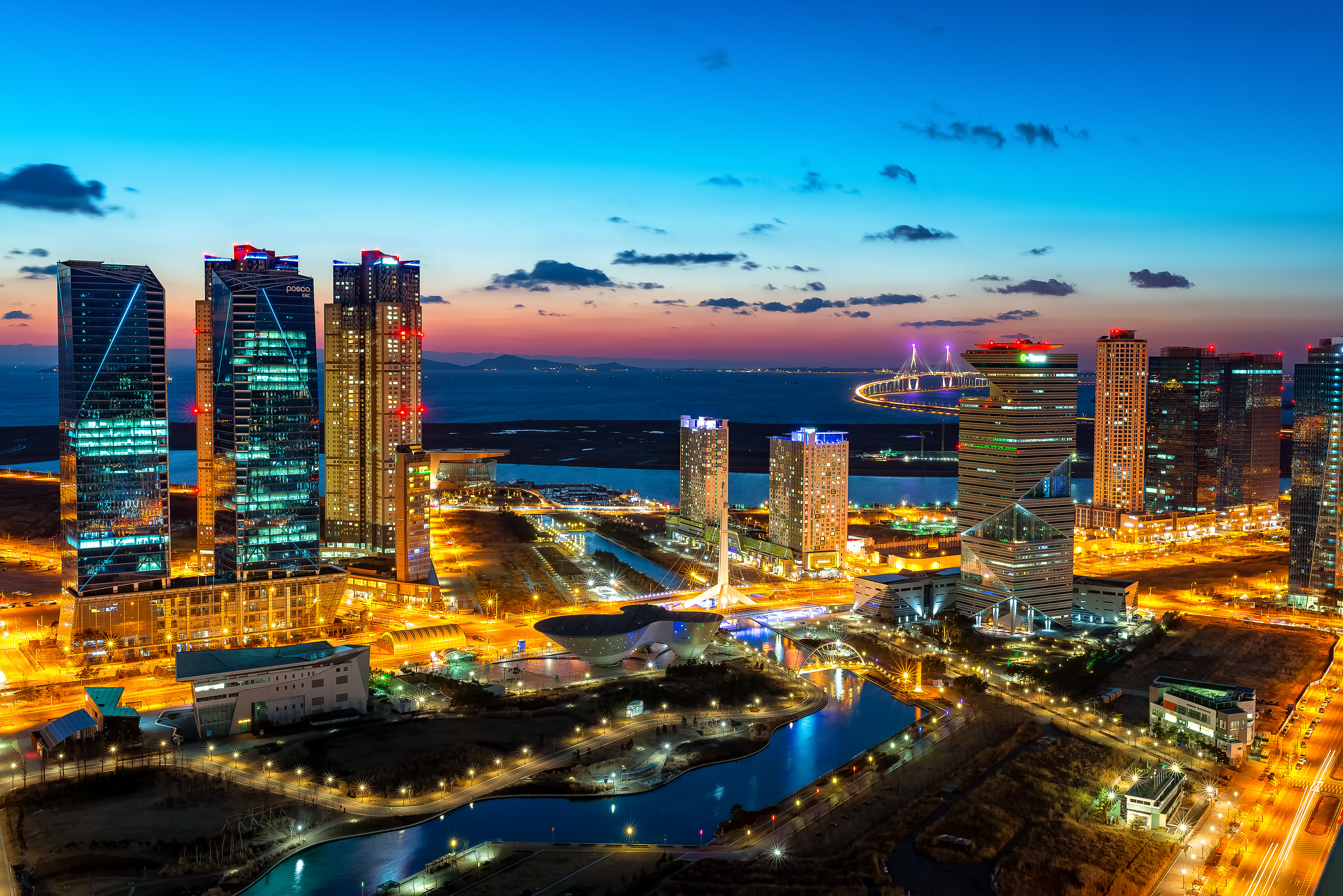
인천 송도국제도시의 야경

## 생활 시설

### 학교

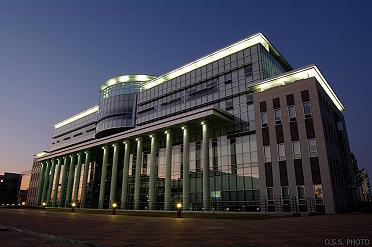
인천대학교

| (2020. 04. 01 기준) |          |        |          |          |      |
| 유치원              | 초등학교 | 중학교 | 고등학교 | 특수학교 | 기타 |
| 402                 | 253      | 136    | 125      | 10       | 23   |

### 도서관
| - 시립도서관 - 율목도서관 - 영종하늘도서관 - 수봉도서관 - 미추홀도서관 - 청라국제도서관 - 청라호수도서관 - 석바위도서관 | - 인천광역시교육청 산하 도서관 - 화도진도서관 - 주안도서관 - 연수도서관 - 중앙도서관 - 부평도서관 - 북구도서관 - 계양도서관 - 서구도서관 |

### 대학 병원
- 인하대학교 의과대학 부속병원
  - 인하대병원 공항의료센터(인천국제공항)
- 가천대학교 길병원
- 가톨릭대학교 인천성모병원
- 가톨릭관동대학교 국제성모병원

## 교통

### 항공
대한민국 최대 국제공항인 인천국제공항이 중구 영종도에 위치해 있다. 2001년 3월 29일에 개항하였으며 인천국제공항공사가 운영하고 있다. 인천공항을 오가는 항공편의 59.7%가 대한민국의 항공사인 대한항공과 아시아나항공의 노선이며 나머지 40.3%는 외국 항공사들에 의해 운항되고 있다. 인천공항을 통하여 서울을 비롯한 대한민국의 도시들과 도쿄, 상하이, 뉴욕, 싱가포르, 홍콩, 런던, 파리, 프랑크푸르트, 오사카 등 전세계 수많은 도시들이 항공교통으로 연결되고 있다. 주차대행을 운영하고 있으며 비행거리 3시간 내에 인구 100만 명 이상 도시 61개가 위치해 있다는 점에서 아시아의 허브 공항으로 불리며 중요한 지리·경제적 이점을 갖고 있다.

### 해로
수로에서 수도권의 관문인 인천항은 1883년에 처음으로 개항되었다. 인천항은 수출항이며, 구형 자동차와 각종 수출품들을 외국으로 수송하고 인천과 중국으로 오가는 여객선이 있다. 현재 내항, 북항, 남항으로 구성된다. 내륙 수로로는 황해와 한강을 잇는 경인 아라뱃길이 2012년 개통되었다. 한편 중화인민공화국의 각 도시로 운행하는 국제 여객선이 운항 중이다. 제1국제여객터미널에는 잉커우, 친황다오, 옌타이, 다롄, 단둥으로 가는 항로가 개설되어 있다. 제2여객터미널에는 웨이하이, 칭다오, 톈진, 롄윈강 방면으로 선박이 운항되고 있다. 현재 인천항신국제여객터미널이 건설 중이다.

### 고속도로
고속국도 4개 노선(경인고속도로, 제2경인고속도로, 영동고속도로, 인천국제공항고속도로)과 도시고속화도로 1개 노선(제3경인고속화도로)이 인천을 기종점으로 삼으며, 수도권제1순환고속도로와 수도권제2순환고속도로도 인천 동부를 지난다.
2009년 영종도와 송도국제도시를 잇는 길이 21.38km의 인천대교가 개통되었다. 인천대교는 대한민국 최장 교량이자 세계 7위 규모이다.
2017년 3월 23일에는 인천을 통과하는 수도권제2순환고속도로 인천 ~ 김포 구간이 개통되었다.

### 버스

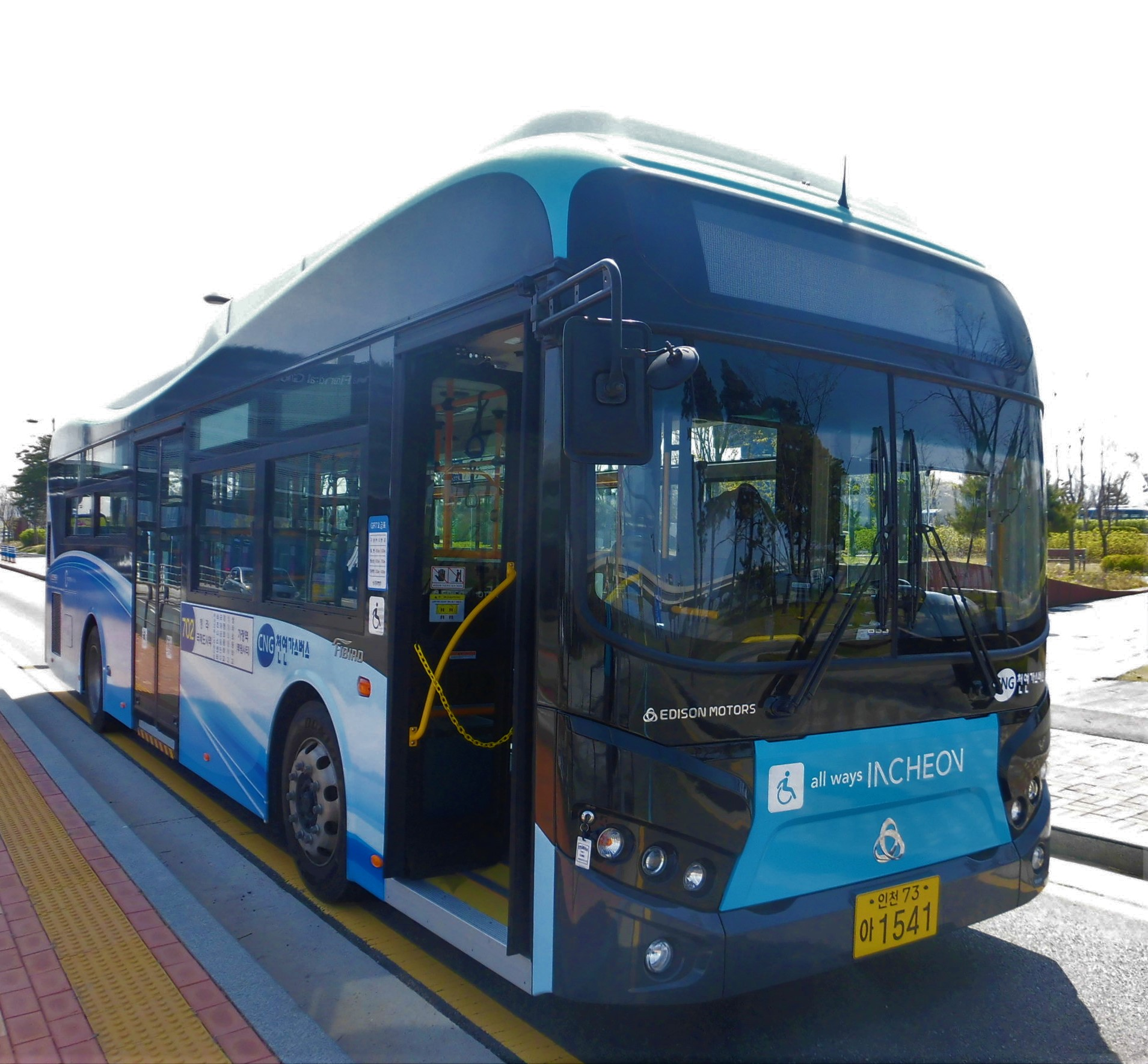
운행중인 702번 버스

인천에는 80개의 간선버스(시내버스)노선과 70개의 지선버스(마을버스)노선, 37개의 좌석버스 노선이 2017. 6월 기준) 운영되고 있다.
인천광역시는 2009년 10월 10일부터 서울특별시·경기도가 이미 시행하고 있는 수도권 통합요금제에 참여해 시행하였다. 2013년에는 청라국제도시와 서울 강서구 화곡동을 잇는 BRT가 개통되었다.
버스 터미널은 미추홀구 관교동에 있는 인천종합버스터미널이 유일하다. 일부 시외버스는 용현동에 있던 구 터미널을 중심으로 운영되고 있다.

### 철도
한국에서 최초로 철도가 개통된 지역 중 하나로, 1899년의 경인선을 시작으로 개통된 여러 철도 노선이 인천과 서울 및 주변 지역을 잇는다.
도시간 간선 철도는 1974년에 경인선을 포함한 구간에서 전철(수도권 전철 1호선) 운행이 시작되면서 운행을 중지하였으며, 이후 2014년부터 2018년까지 인천국제공항철도를 통하여 검암역과 인천국제공항역에 KTX가 운행되었다.

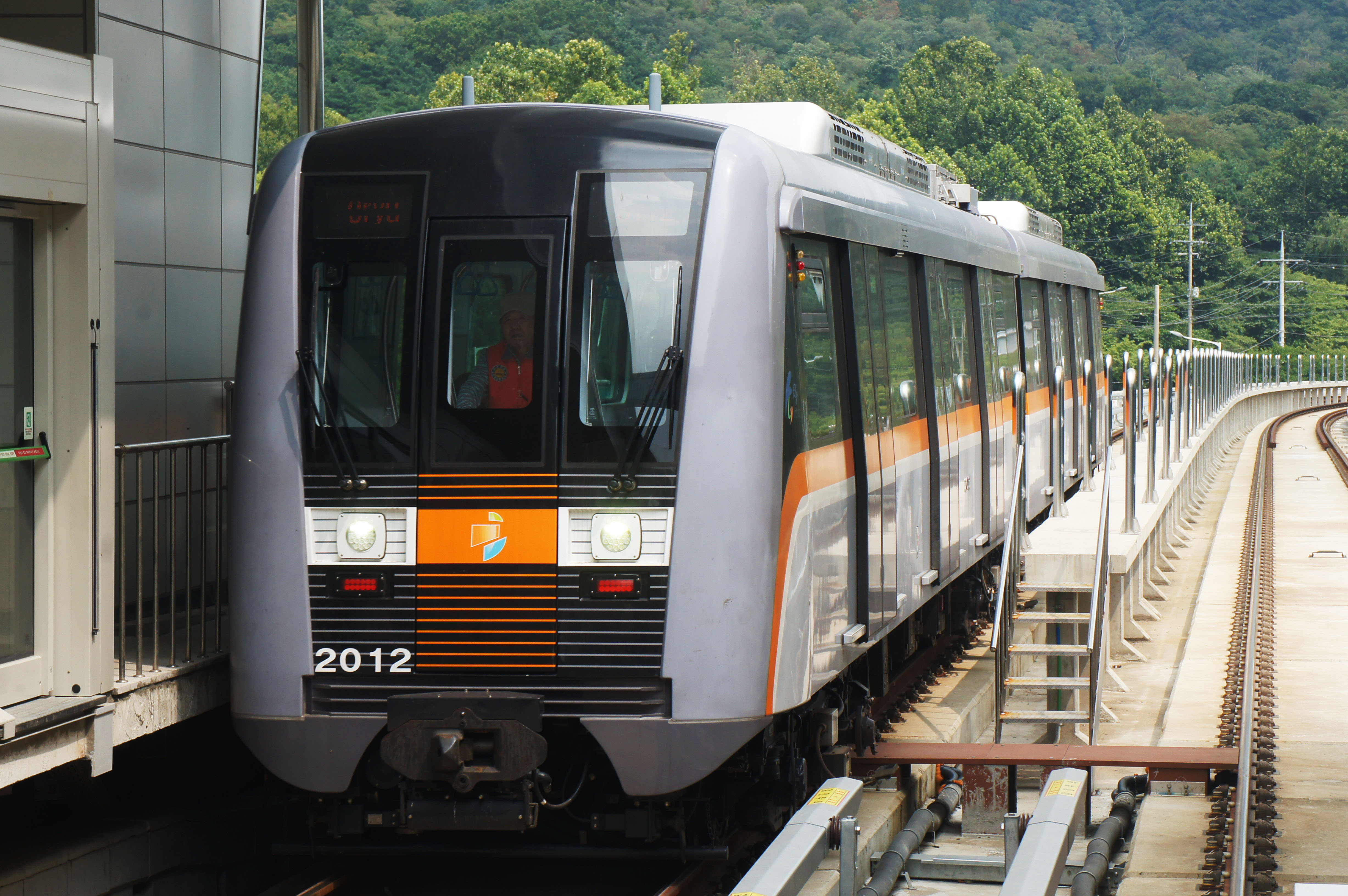
인천 도시철도 2호선
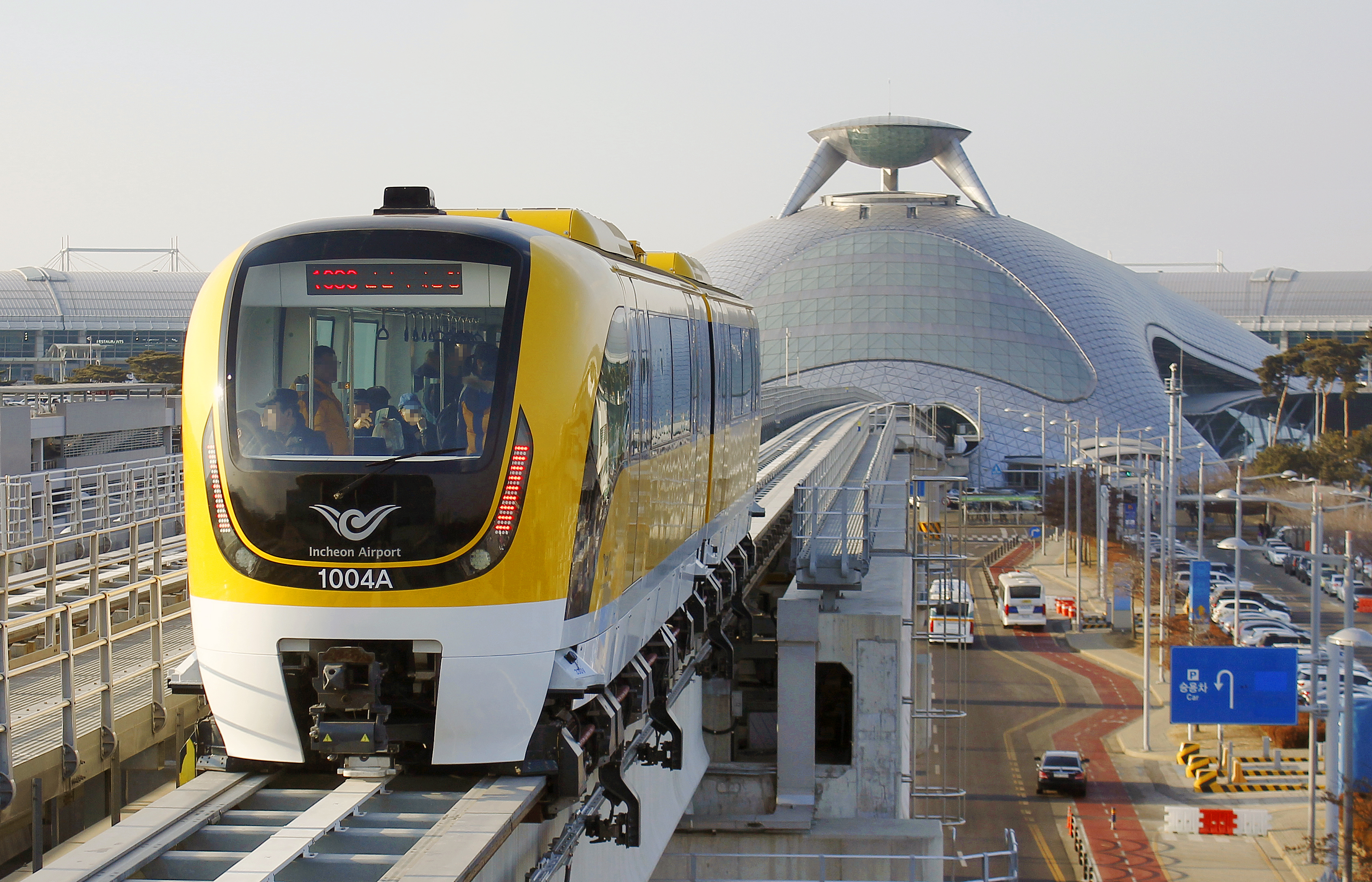
인천공항 자기부상철도

| 노선명                            | 운행 구간                 | 운행 거리 | 지역                                       | 개통 연도 | 운행 중단 연도 |
| --------------------------------- | ------------------------- | --------- | ------------------------------------------ | --------- | -------------- |
| 경인선(● 수도권 전철 1호선)       | 부개역~인천역             | 13.6km    | 부평구 · 남동구 · 미추홀구 동구 · 중구     | 1974년    |                |
| ● 인천 도시철도 1호선             | 계양역~송도달빛축제공원역 | 30.3km    | 계양구 · 부평구 · 남동구 미추홀구 · 연수구 | 1999년    |                |
| ● 인천국제공항철도                | 인천공항2터미널역~계양역  | 36.8km    | 중구 · 서구 · 계양구                       | 2007년    |                |
| ● 서울 지하철 7호선               | 삼산체육관역~석남역       | 5.7km     | 부평구 · 서구                              | 2012년    |                |
| ● 인천공항 자기부상철도           | 인천공항1터미널역~용유역  | 6.0km     | 중구                                       | 2016년    | 2022년         |
| ● 인천 도시철도 2호선             | 검단오류역~운연역         | 29.1km    | 서구 · 미추홀구 · 남동구                   | 2016년    |                |
| 수인선(● 수도권 전철 수인·분당선) | 소래포구역~인천역         | 15.0km    | 남동구 · 연수구 · 미추홀구 · 중구          | 2020년    |                |

- 인천 도시철도 2호선
- 인천공항 자기부상철도

## 문화

### 스포츠
인천은 한국 근대 스포츠의 시발점으로서 축구와 야구가 대한민국에 가장 먼저 소개된 도시이다. 현재 인천을 연고지로 삼고 있는 프로 스포츠 팀은 총 5개 종목(축구, 야구, 농구, 배구, 풋살) 6개 팀이 운영 중이다.

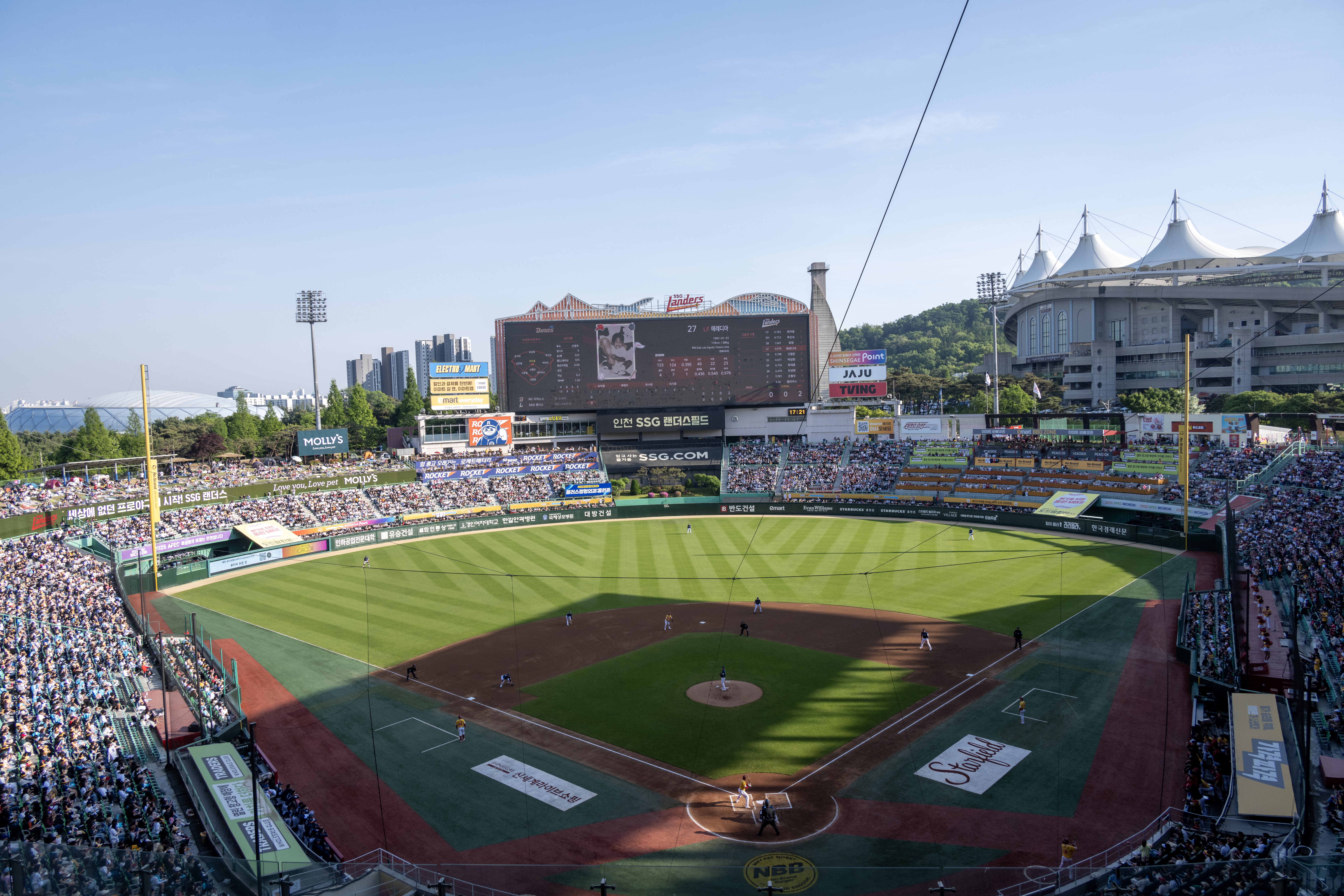
인천 SSG 랜더스 필드

인천 연고 프로 스포츠 팀은 인천 유나이티드 FC가 중구 도원동의 인천축구전용경기장, SSG 랜더스가 미추홀구 문학동의 SSG 랜더스 필드, 인천 흥국생명 핑크스파이더스가 부평구 삼산동의 삼산월드체육관, 인천 대한항공 점보스가 계양구 서운동의 계양체육관, 인천 신한은행 에스버드가 도원동의 도원체육관, 인천록원FS가 인천남동체육관을 홈 경기장으로 사용하고 있다. 또한, 한국마사회 지점이 미추홀구 숭의동, 부평구 부평5동, 중구 동인천동, 연수구 연수동에 위치하고 있다.
| 종목 | 리그       | 팀                           | 창단년도        | 홈 경기장                  |
| ---- | ---------- | ---------------------------- | --------------- | -------------------------- |
| 축구 | K리그2     | 인천 유나이티드              | 2003년          | 인천축구전용경기장         |
| 축구 | WK리그     | 인천 현대제철 레드엔젤스     | 1993년          | 인천남동아시아드럭비경기장 |
| 농구 | WKBL       | 인천 신한은행 에스버드       | 2004년          | 인천도원체육관             |
| 배구 | V-리그(남) | 인천 대한항공 점보스         | 1986년          | 계양체육관                 |
| 배구 | V-리그(여) | 인천 흥국생명 핑크스파이더스 | 1971년          | 삼산월드체육관             |
| 야구 | KBO 리그   | SSG 랜더스                   | 2000년 (2021년) | 인천SSG랜더스필드          |
| 풋살 | FK리그     | 인천록원FS                   | 2020년          | 인천남동체육관             |

이외 인천아시안게임 당시 운영된 스타디움, 경기장 등이 있다. 현재는 남동구, 미추홀구, 연수구 주민들이 가장 많이 운동과 사회행사 등을 개최하기 위해 애용하는 장소로 쓰이며 역할을 다하고 있다.
- 선학국제빙상경기장
- 선학체육관

### 문화시설
- 남동소래아트홀

### 주요 행사
- 2002 FIFA 월드컵

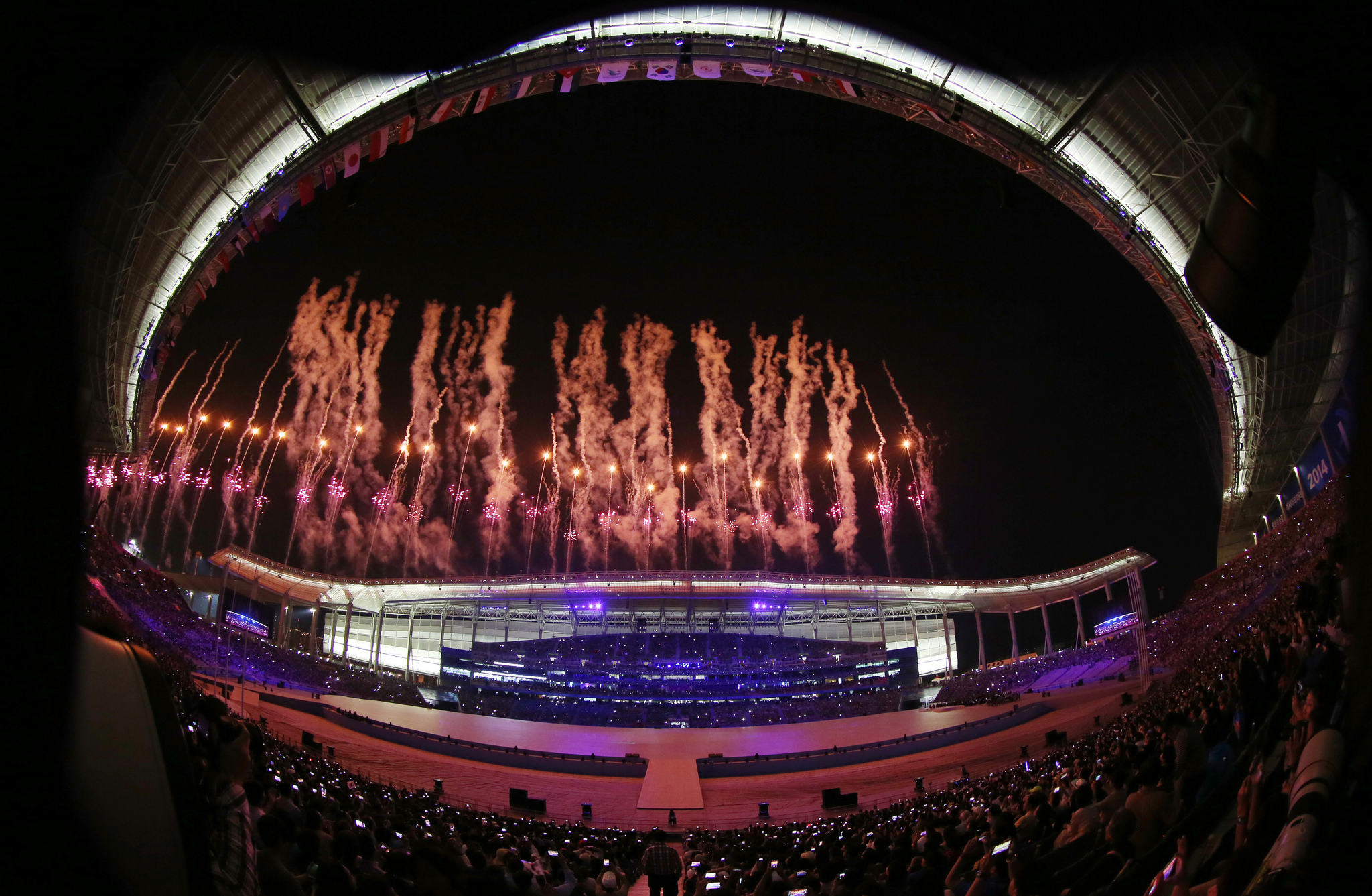
2014년 제 17회 아시안 게임

2002년 6월 14일 문학경기장에서 2002 FIFA 월드컵 대한민국과 포르투갈의 경기가 열렸다.
- 2009 인천세계도시축전

2009년 8월 7일부터 10월 25일까지 80일간 송도국제도시에서 개최되었다. 2010년 G20재무차관회의를 개최하였다.
- 제17회 아시안 게임

2014년 9월 19일부터 10월 4일까지 개최되었다. 2015년에는 아시아에서 3번째이자 대한민국 최초로 유네스코 지정 세계 책의 수도 국제 행사를 개최했다.
- 2009 인천세계도시축전[32]
- 강화도새우젓축제[33]
- 국제 도로교통 박람회[34]

2005년부터 2년 간격으로 개최되는 국내 최대 규모의 도로교통분야 전문 박람회이다.
- 인천 국제 악기전시회[35]
- 펜타포트 락 페스티벌[36]

한국의 록 음악가들은 물론 세계의 유명 뮤지션들도 참여하는 록 페스티벌으로, 인천광역시가 후원한다. 펜타포트 락 페스티벌은 5개의 철학(MUSIC/PASSION/Environment Friendly/D.I.Y/Friendship) 과 정신을 연결고리로 표방한다.

### 관광

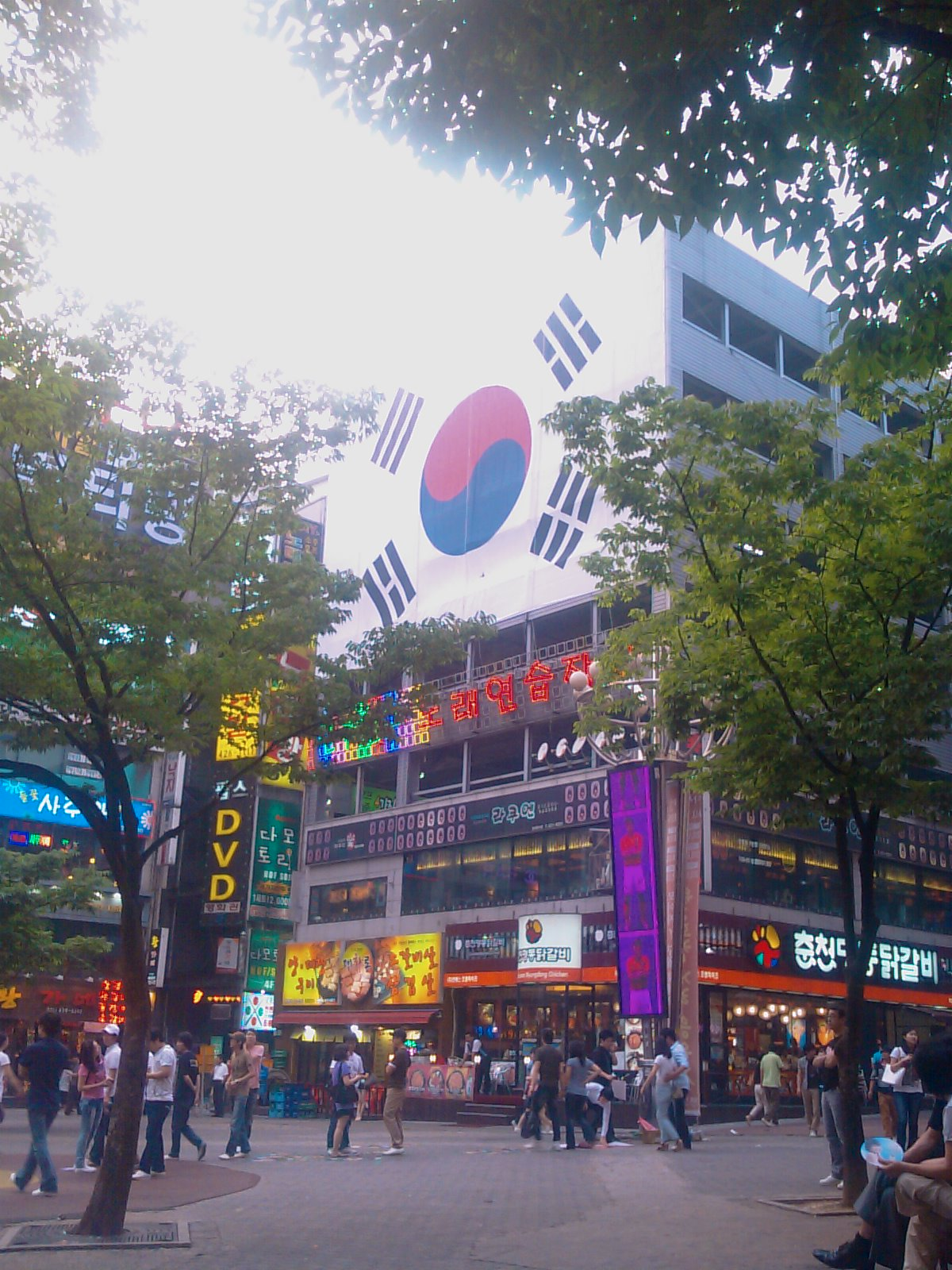
구월동 로데오거리

인천의 명물 음식으로는 동구 화평동의 세숫대야 냉면, 중구 신포동에 위치한 신포시장에서 시작된 신포 닭강정과 쫄면, 메밀국수, 중구 차이나타운의 짜장면 등이 있다. 특히 인천에서 전국적으로 퍼져나간 음식 중에는 면 요리가 많은데, 이는 인천항의 개항과 인천 차이나타운 개방 이후 시작되어 확산된 중국 문화의 영향이다. 중구 연안동 연안부두 앞에 위치한 인천종합어시장 일대의 횟집 거리와 중구 북성동 월미도의 횟집 거리도 많은 인파가 찾는 명소다.
개항과 더불어 거류지와 조계지가 형성되면서 세워진 근대 건축물들이 곳곳에 남아있다. 1897년 건립된 답동성당은 인천을 대표하는 근대 건축물 중 하나이다.
부평역 앞 거리와 구월동은 유흥주점, 영화관, 쇼핑몰, 백화점 등 다양한 시설이 군집되어 대규모 상권을 형성하고 있으며 유동인구가 가장 많은 곳이기도 하다. 바다와 관련 된 명소로는 무의도, 신도, 시도, 실미도 등이 있으며 관광객들이 자주 찾는 유명 섬으로 자리잡았다. 중구 북성동 월미도 문화의 거리 역시 많은 인파가 찾는 볼거리 중 하나다. 중구 영종도의 을왕리 해수욕장은 수도권에서 가장 가까운 해수욕장으로 매년 수많은 관광객이 방문한다.
남동구 주요 관광명소의 경우 소래포구항, 소래해넘이전망대 등이 있다.
2009년 10월 완공된 인천대교는 연수구 옥련동과 영종도를 연결하는 대한민국에서 가장 긴 교량이자 세계에서 7번째로 긴 교량이다.
강화군에는 고려-몽골 전쟁시기 고려의 임시 수도였던 영향으로 조성된 고려궁터와 고려 왕릉, 대한민국에서 제일 오래된 한옥성당인 성공회 강화성당과 용흥궁, 병인양요와 신미양요의 격전지였던 문수산성, 정족산성, 초지진, 광성보 등 근현대사의 문화 유산이 많다.
최근에는 송월동 동화마을도 각종 매스컴에 등장하며 유명세에 따라 방문 인파가 많아져 동인천의 관광 활성화에 톡톡한 이바지를 하고 있으며 송도국제도시개발에 따라서 송도 센트럴파크나 커낼워크도 관광 포인트로서 인기를 얻고 있다.

### 종교

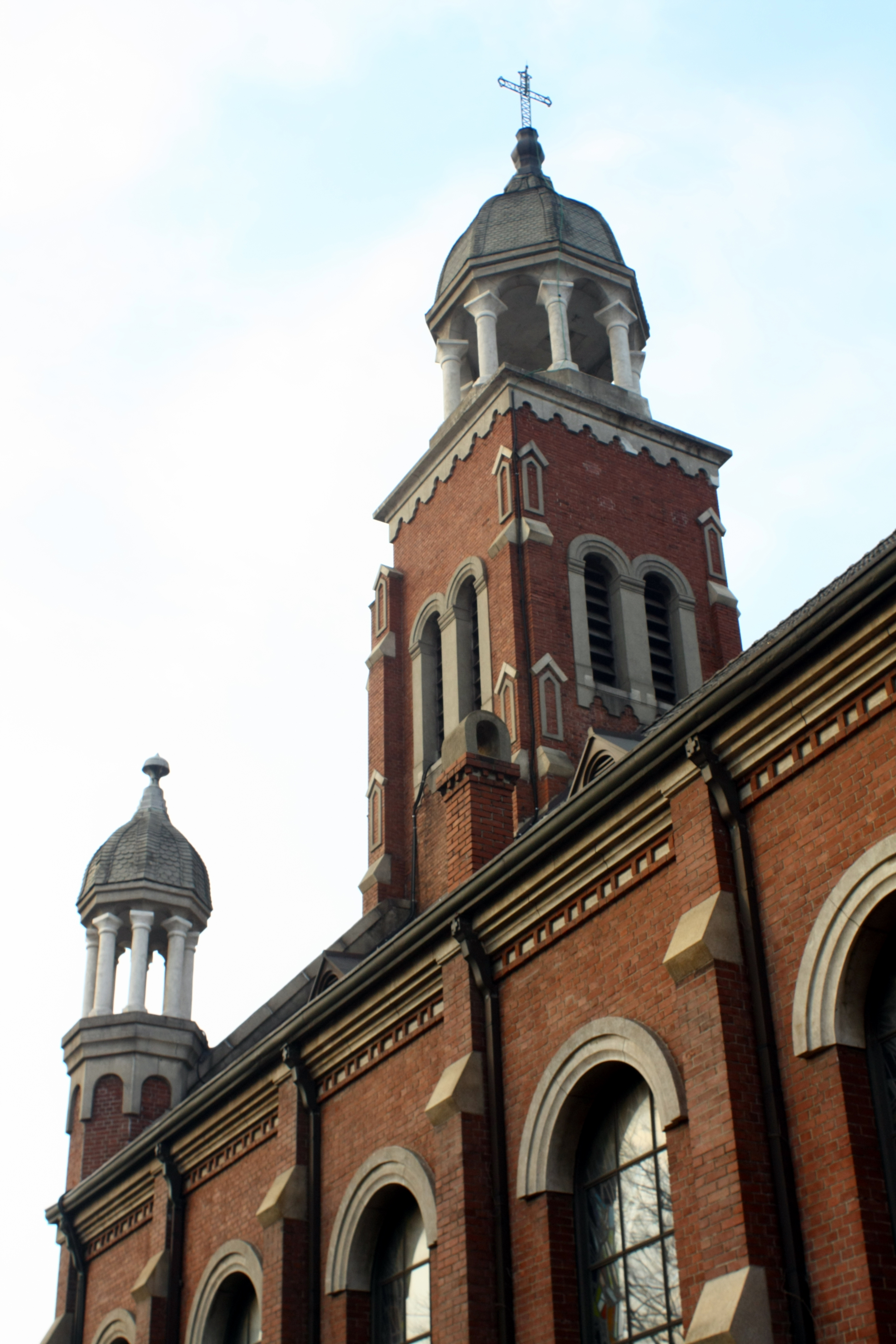
답동성당
----1897년 7월 4일 완공된 인천에서 가장 오래된 성당이다.

인천에는 가톨릭, 개신교, 불교, 유교, 원불교, 천도교, 대종교, 증산도, 대순진리회 신자가 모두 존재하고 있지만, 종교를 가지고 있는 주민의 상당수는 기독교 신앙을 지니고 있다. 2015년 인구총조사 결과 인천시 인구 2,783,565명 중 개신교 신자는 23.1%인 642,215명, 다음 천주교가 265,369명(9.5%), 불교 244,467명(8.8%)를 차지했다.
지역 내 종교 인구 비중으로 인해 불교계에서는 개신교의 세가 큰 전라남도, 전라북도와 함께 인천광역시를 불자가 적은 지역으로 꼽는다. 실제로 조계종 실천불교전국승가회 부설 불교미래사회연구소는 부평구·계양구·미추홀구·연수구를 주요 포교 취약지로 인정하고 있다.
특히 인천에는 대한민국의 성장기인 1960년대 ~ 1970년대에 기독교 신자가 급증하였고, 그 결과로 많은 수의 교회들이 생겨나 성장하였다. 대한민국의 로마 가톨릭 교회는 이 지역 일대에 가톨릭 인천교구를 설치했으며, 인천 내에는 82개의 성당과 33개의 공소가 있다. 한국 정교회는 간석동에 성 바울로 성당을 두고 있으며, 대한성공회에서는 성공회 서울교구의 서부교무구와 강화교무구에 18개의 성당을 두고 있다.
개신교 교회는 이 지역이 1908년에 선교사들의 선교구역이 분할될 때 감리교의 선교지역으로 지정된 관계로 기독교대한감리회의 세가 좀 더 강하다. 기독교대한감리회는 중부연회 본부가 설치되어 있으며, 기타 다양한 장로교 교회들도 들어와 있다. 개신교 교회 중에서는 내리교회, 숭의교회, 인천순복음교회, 주안감리교회, 주안장로교회 등의 주요 교회가 있다.
인천의 초기 개항장이었던 중구 항동 1가에는 한국기독교100주년기념탑이 위치해 있으며, 동인천역 부근에 있는 답동성당은 사적으로, 성공회 내동성당은 인천광역시 유형문화재로 지정되어 있다. 또한 강화군에는 강화읍에 성공회 강화성당이 사적으로, 성공회 온수리성당은 인천광역시 유형문화재로 지정되어 있다.

## 군사

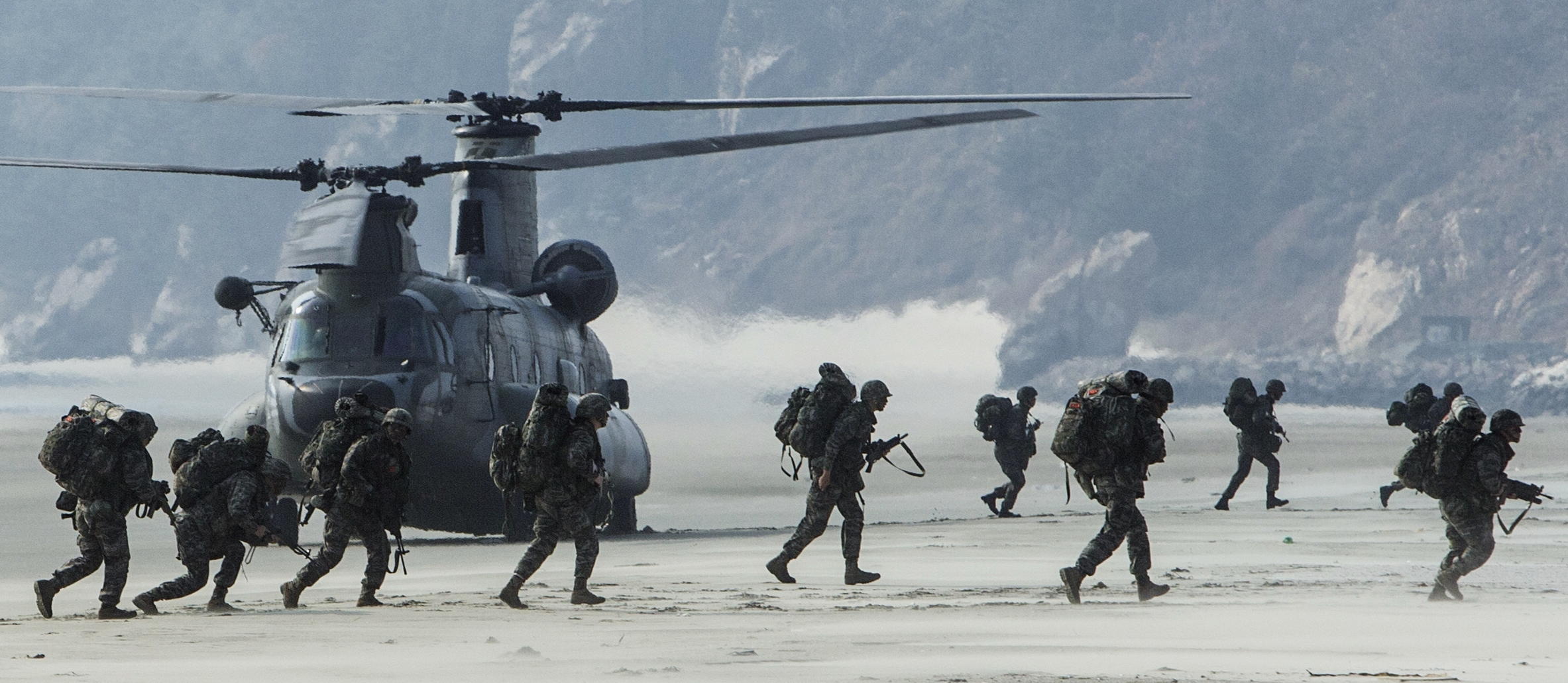
해병대 서북도서 방어훈련

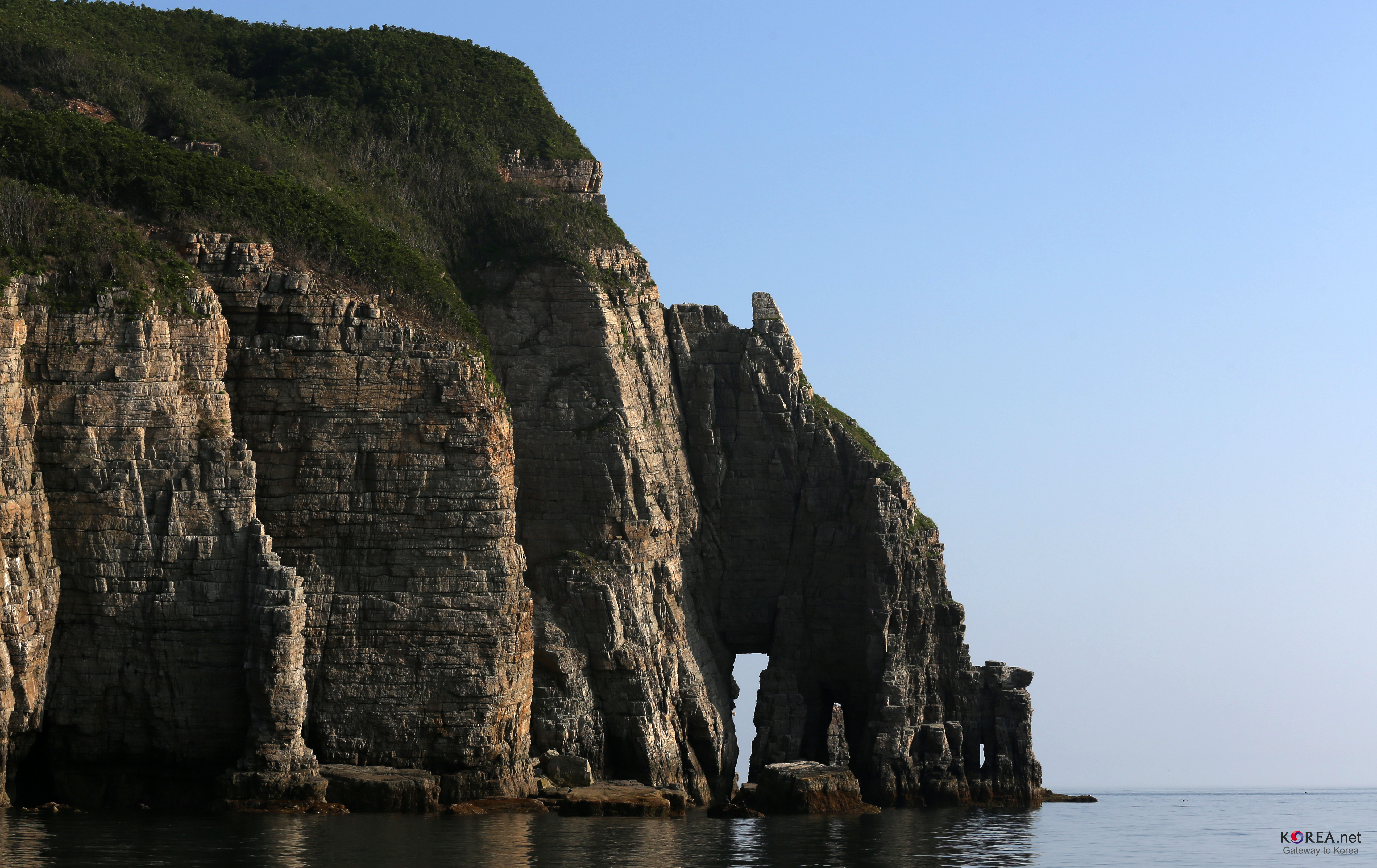
실효지배하의 최서단인 백령도

1953년 휴전 이후, 38도선에 가까운 지방으로서 많은 군사 부대가 주둔하고 있다.
인천시는 김포의 계양과학예비군훈련대, 부평구 산곡동의 제3보급단, 제507여단, 부천의 인천과학예비군훈련대 등의 인천시 주둔 부대가 한 곳으로 옮겨가면, 장고개의 도로 연장과 일산동 지역의 개선 사업을 시작할 계획이다. 이 사업은 2025년까지 진행되며, 계획한대로 끝내면 인천시에 퍼져 있던 대부분의 부대가 하나의 넓은 주둔지에 모이게 되고, 그들이 떠난 "여의도"의 절반이 되는 토지가 인천시로 넘어간다.
또한 제2해병사단의 일부와 제6해병여단, 연평부대가 강화도와 백령도에 주둔하고 있다.
- 제17보병사단 : 부평구
- 제507보병여단 : 미추홀구
- 제2경비단 : 인천국제공항
- 제2해병사단 : 강화군
- 제6해병여단 : 옹진군
- 연평부대 : 옹진군 연평면

## 인천광역시 소재 기관

### 대한민국 정부 주요 기관
- 인천지방법원
- 인천지방검찰청
- 인천광역시경찰청
- 인천광역시 소방본부
- 인천국제공항공사
- 종합환경연구단지
- 인천항만공사
- 도로교통공단 인천운전면허시험장
- 정부인천지방합동청사

### 국제기구
2012년 UN 국제기구 녹색기후기금(GCF) 본사를 인천의 송도국제도시에 유치하면서 인천은 아시아 최초로 UN 소속의 국제기구 본사를 가진 도시가 되었으며 현재 인천이 보유한 국제기구는 19개에 이른다.

## 자매 도시
다음은 인천광역시와 자매 결연을 체결한 도시들이다.
| 체결날짜         | 도시           | 나라       |
| ---------------- | -------------- | ---------- |
| 1961년 12월 18일 | 버뱅크         | 미국       |
| 1983년 8월 15일  | 필라델피아     | 미국       |
| 1986년 10월 7일  | 앵커리지       | 미국       |
| 1988년 12월 20일 | 기타큐슈시     | 일본       |
| 1993년 12월 7일  | 톈진시         | 중국       |
| 1997년 7월 24일  | 하이퐁         | 베트남     |
| 2000년 3월 16일  | 정선군         | 대한민국   |
| 2000년 5월 14일  | 텔아비브       | 이스라엘   |
| 2000년 5월 17일  | 알렉산드리아   | 이집트     |
| 2003년 10월 15일 | 호놀룰루       | 미국       |
| 2007년 6월 1일   | 충칭시         | 중국       |
| 2007년 10월 15일 | 메리다         | 멕시코     |
| 2007년 10월 15일 | 콜카타         | 인도       |
| 2008년 10월 7일  | 마닐라         | 필리핀     |
| 2009년 3월 27일  | 프놈펜         | 캄보디아   |
| 2009년 9월 14일  | 예카테린부르크 | 러시아     |
| 2009년 9월 14일  | 반텐주         | 인도네시아 |
| 2010년 4월 6일   | 고베           | 일본       |
| 2010년 9월 6일   | 베네토주       | 이탈리아   |
| 2012년 6월 30일  | 블라디보스토크 | 러시아     |

## 출신 인물
- 인천의 인물보관됨 2017-05-26 - 웨이백 머신 (인천광역시청 홈페이지)

## 같이 보기
- 인천광역시청
- 경기도
- 이십삼부
- 인천 상륙 작전
- 6·25 전쟁
- 인천광역시의 마천루 목록